# Indische Cricket-Nationalmannschaft
Die indische Cricket-Nationalmannschaft (englisch India national cricket team; Hindi भारतीय क्रिकेट टीम), deren Spieler auch unter den Spitznamen Team India und Men in Blue bekannt sind, vertritt Indien auf internationaler Ebene in der Sportart Cricket. Das Team wird vom Board of Control for Cricket in India (BCCI) geleitet und ist seit 1932 Vollmitglied im International Cricket Council. Die Mannschaft besitzt somit Teststatus.
Indien ist die sechstälteste Nationalmannschaft im Test Cricket und bestritt seinen ersten Test 1932 in England. Die größten Erfolge bisher sind der zweimalige Gewinn des Cricket World Cups (1983 und 2011), der dreimalige Gewinn der Champions Trophy (2002, 2013 und 2025), der zweimalige Gewinn des T20 World Cups (2007 und 2024) sowie acht Titel beim Asia Cup (1984, 1988, 1990, 1995, 2010, 2016, 2018 und 2023). Neun ehemalige indische Spieler wurden in die ICC Cricket Hall of Fame aufgenommen.

## Geschichte

### Einheimische Vorläufer
In Indien werden seit Jahrhunderten Sportarten betrieben, bei denen ein Ball mit einem Stock geschlagen wird. Vor allem Gilli Danda, ein antiker Sport, bei dem ein Spieler einen geworfenen Ball mit einem Stock schlägt, gilt als einheimischer Vorläufer des Crickets. Dieser Sport wird wahrscheinlich seit etwa 2500 Jahren in Indien betrieben. Gilli Danda wird oft mit Cricket verglichen und beide Sportarten haben viele Gemeinsamkeiten.

### Anfänge

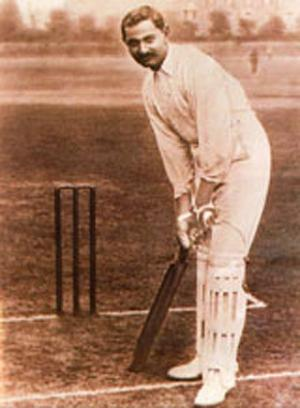
Kumar Shri Ranjitsinhji Jadeja spielte als Inder für England

Wie in anderen Teilen der Welt brachten britische Siedler Cricket nach Indien, wo es schnell an Beliebtheit gewann. Das erste Cricketspiel, das in Indien ausgetragen wurde, ist auf das Jahr 1721 datiert. Dabei traten Seeleute der Britischen Ostindien-Kompanie gegeneinander an. Der erste bekannte Verein ist der Calcutta Cricket Club, der seit mindestens 1792 existiert. 1848 gründeten Parsen in Bombay den Oriental Cricket Club, den ersten von Indern gegründeten Verein. Nach anfänglichem Zögern luden die Europäer 1877 die Parsen ein, ein Cricket-Match zu spielen. Eine erste Tour einer indischen Mannschaft nach Europa fand im Jahr 1886 statt, zwei Jahre später bereiste das erste englische Team Indien. Gegen 1912 spielten Parsen, Sikhs, Hindus und Muslime aus Bombay zusammen mit den Europäern ein jährliches Turnier mit je vier Mannschaften. Im frühen 19. Jahrhundert spielten die ersten Inder für England. Einige dieser Spieler, wie Ranjitsinhji und KS Duleepsinhji, erfuhren von den Briten große Wertschätzung, und ihre Namen wurden mit der Ranji Trophy und der Duleep Trophy verewigt – zwei wichtige First-Class-Turniere Indiens. 1911 unternahm eine indische Mannschaft ihre erste offizielle Tour auf die britischen Inseln, spielte jedoch nur gegen englische Countyclubs, aber nicht gegen die englische Nationalmannschaft.

### Auf dem Weg zum Test Cricket

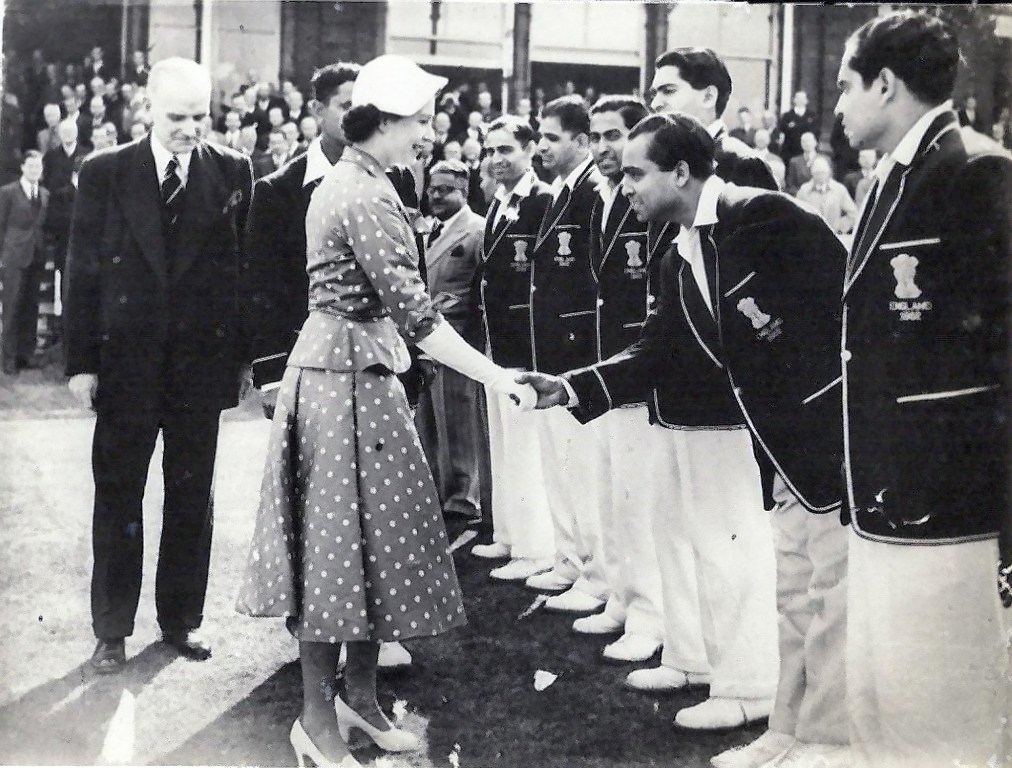
Die indische Cricket-Nationalmannschaft wird während ihrer Englandtour 1952 von Königin Elisabeth II. im Lord’s Cricket Ground empfangen

Der Marylebone Cricket Club (MCC) war eifrig dabei, das Cricket im gesamten Empire zu fördern, und am 31. Mai 1926 wurde der indische Verband, zusammen mit seinen neuseeländischen und westindischen Äquivalenten, Vollmitglied der Imperial Cricket Conference (heute International Cricket Council, ICC), die zuvor nur aus dem MCC und Vertretern aus Australien sowie Südafrika bestanden hatte. Nach seinem Beitritt zum ICC durfte Indien von nun an als sechste Mannschaft offizielle Tests spielen, die als wichtigste internationale Cricketspiele gelten. Zwei Jahre später folgte die offizielle Gründung des BCCI. Indien debütierte 1932 im Test Cricket während der Englandtour im Londoner Lord’s Cricket Ground, angeführt vom Kapitän CK Nayudu, der damals als bester indischer Bowler galt; es verfügte jedoch über keine starke Batter-Mannschaft und verlor das erste Test Match mit 158 Runs. 1933/34 erfolgte der Gegenbesuch Englands, was gleichzeitig Indiens erste Heimserie im Test Cricket war. Es spielte zwei Tests in Bombay (heute Mumbai) und Kalkutta (heute Kolkata), wobei die Gäste die Testserie mit 2–0 gewannen.
Die indische Mannschaft entwickelte sich in den 1930er und 1940er Jahren weiter, konnte jedoch keinen internationalen Sieg erringen. In den frühen 1940er Jahren spielte Indien aufgrund des Zweiten Weltkrieges kein Test Cricket und bis zum Ausbruch des Zweiten Weltkrieges konnte Indien keines der sieben Spiele gegen England gewinnen und nur zwei Remis erzielen. Nach der Unabhängigkeit und Teilung Indiens wurden auch Matches gegen anderen Testnationen der Zeit, darunter Australien und die West Indies, bestritten. Die erste Auswärtsserie der Mannschaft als unabhängige Nation fand 1947/48 gegen Donald Bradmans Invincibles (wie die australische Mannschaft damals genannt wurde) statt. Dies war zugleich die erste Testserie der Inder gegen eine andere Mannschaft als die Englands. Australien gewann die Testserie von fünf Spielen mit 4–0, nachdem Bradman das indische Batting in seinem letzten australischen Tour-Sommer erschwert hatte. Indien spielte seine erste Heimserie nach der Unabhängigkeit 1948/49 gegen die West Indies. Die Gäste gewannen die Testserie von fünf Spielen mit 1–0, nachdem vier Tests in Remis geendet waren.
Im 24. Anlauf erzielte Indien seinen ersten Testsieg, 1952 gegen England in Madras. Im selben Jahr gewann es die erste Testserie, gegen Pakistan, das seinen ersten Test überhaupt bestritt. Indien setzte seine Entwicklung in den 1950er Jahren mit einem Sieg in der Testserie gegen Neuseeland 1955/56 fort. Bis zum Ende des Jahrzehnts konnte Indien jedoch keine weitere Testserie gewinnen, und verlor gegen starke australische und englische Mannschaften deutlich. Am 24. August 1959 verlor Indien mit einem Innings gegen England, was zum einzigen whitewash in der Testserie in England mit 0–5 führte. Im darauf folgenden Jahrzehnt entwickelte sich Indien zu einer starken Mannschaft mit einer eindruckerweckenden Gewinnserie daheim. 1961/62 gewann Indien die Testserie gegen England mit 2–0, und auch die Testserie gegen Neuseeland 1964/65. Ebenso erzielte es Unentschieden in Heimserien gegen Pakistan und gegen Australien, sowie in einer weiteren Heimserie gegen England. Im selben Zeitraum gewann das indische Team seine erste Testserie auswärts, als es 1967/68 in Neuseeland siegreich war.
Die Drehachse des indischen Batting in den 1970er Jahren war ihr spin quartet bestehend aus Bishan Singh Bedi, E. A. S. Prasanna, B. S. Chandrasekhar und Srinivasaraghavan Venkataraghavan. In dem Jahrzehnt debütierten auch zwei der besten indischen Batter, Sunil Gavaskar und Gundappa Viswanath. Indische Pitches neigten dazu, spins zu unterstützen und das spin quartet nutzte diese Tatsache zugunsten Indiens aus, was die Batting-Order der Gegner regelmäßig zusammenbrechen ließ. Diese Spieler, angeführt von Kapitän Ajit Wadekar, ermöglichten Indien 1971 den Gewinn zweier Testserien hintereinander, als das Team in der Karibik und in England siegreich war. Gavaskar erzielte 774 Runs in der Testserie gegen die West Indies, während Dilip Sardesais 112 Runs für einen ihrer Testsiege beisteuerte.

### ODI-Cricket und Weltmeisterschaftserfolge

Grafik der indischen Test-Performance gegen alle Gegner zwischen 1932 und September 2006

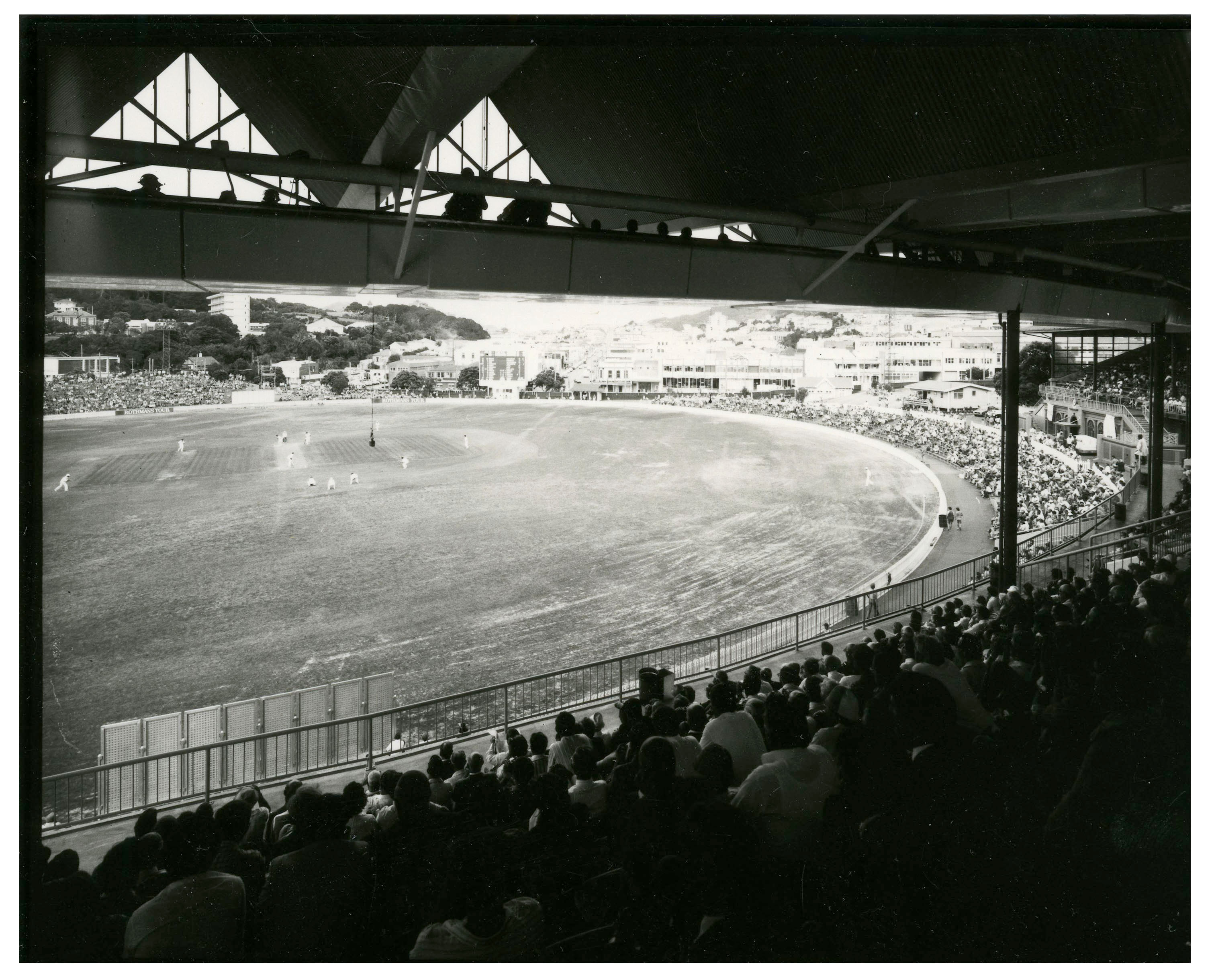
Test zwischen Indien und Neuseeland im Basin Reserve in Wellington, 1981

Die Einführung des ODI-Crickets 1971 brachte eine neue Dimension in das internationale Cricket. Indien galt damals jedoch nicht als starke ODI-Mannschaft und Batter wie ihr Kapitän Gavaskar waren bekannt für ihr defensives Batting. Indien betrat das ODI-Zeitalter als schwache Mannschaft und schaffte es bei den ersten beiden Weltmeisterschaften nicht über die Gruppenphase hinaus. Gavaskar versperrte seiner Mannschaft auf berüchtigte Weise den Weg und erzielte lediglich 36 Runs ohne den Verlust seines Wickets aus 174 Bällen gegen England in der ersten Weltmeisterschaft 1975; Indien erzielte nur 132 Runs für drei Wickets und verlor mit 202 Runs. Bei der Weltmeisterschaft 1979 gewann Indien keines seiner Spiele in der Gruppenphase und erlitt nacheinander Niederlagen gegen die West Indies, Neuseeland und Sri Lanka, wodurch es auf dem letzten Platz der Tabelle landete.
Im Gegensatz dazu verfügte Indien im Test Cricket über eine starke Mannschaft und erzielte vor allem daheim eine gute Gewinnbilanz, wo seine Kombination durchschlagender Batter mit herausragenden spin bowler auf dem Höhepunkt war und es mit den dominierenden Mannschaften England und Australien mithalten konnte. Indien erzielte 1975/76 den damaligen Test-Rekord im dritten Test gegen die West Indies in Port of Spain, als es 403 Runs erfolgreich übertraf, dank 112 Runs von Viswanath. Dieser Sieg über die West Indies gilt als Wendepunkt in der indischen Cricket-Geschichte, da er den westindischen Kapitän Clive Lloyd dazu brachte, das spin aufzugeben und sein Vertrauen in eine Viermann pace Offensive zu setzen. Im November 1976 erzielte die Mannschaft einen weiteren Rekord, als sie 524 Runs für neun Wickets gegen Neuseeland in Kanpur erzielte, ohne dass ein Batter ein Century erzielte. Das Team erzielte jedoch sechs Fifties und die höchste Anzahl eines Batter waren Mohinder Amarnaths 70 Runs. Dieses Innings war das lediglich achte im Test Cricket, in dem elf Batter zweistellige Runs erzielten.
In den 1980er Jahren entwickelte Indien eine mehr offensive Batting-Mannschaft mit den Handgelenk-Bowlern Mohammad Azharuddin und Dilip Vengsarkar sowie den All-roundern Kapil Dev und Ravi Shastri. Der damalige Außenseiter Indien gewann die Weltmeisterschaft 1983, nachdem es den Favoriten und zweimaligen Weltmeister der West Indies im Finale im Lord’s mit einem starken Bowling bezwingen konnte. Im Gegensatz dazu hatte die Mannschaft nun Schwierigkeiten im Test Cricket, einschließlich 28 Test Matches hintereinander ohne Sieg. 1984 gewann Indien den ersten Asia Cup in den Vereinigten Arabischen Emiraten und 1985 die World Championship of Cricket in Australien. Dennoch blieb Indien außerhalb des Subkontinents eine wankelmütige Mannschaft. Indiens Testsiege 1986 in England sollten die letzten außerhalb des Subkontinents für die folgenden 19 Jahre bleiben. Bei der Weltmeisterschaft 1987 in Pakistan und Indien erreichte Indien das Halbfinale, unterlag jedoch England. Ein Jahr später gewann es beim Asia Cup 1988 in Bangladesch seinen zweiten Titel. In den 1980er Jahren waren Gavaskar und Kapil Dev (Indiens damals beste All-rounder) auf dem Höhepunkt ihrer Laufbahnen. Gavaskar erzielte einen Test-Rekord von 34 Centuries und war damit der erste Spieler, der die Marke von 10.000 Runs erreichte. Kapil Dev erzielte mit insgesamt 434 Wickets die meisten im Test Cricket. Der Zeitraum ist auch von wechselnden Kapitänen geprägt, da Gavaskar und Kapil sich in der Position mehrmals abwechselten.

### Spätes 20. Jahrhundert

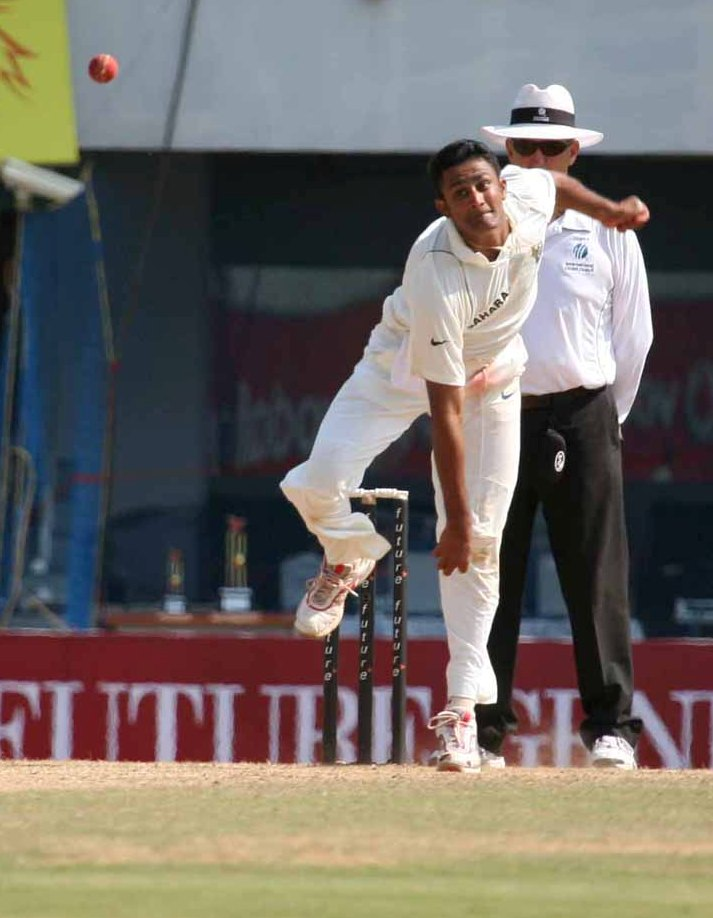
Mit 619 Wickets ist Anil Kumble der weltweit drittbeste Wicketsscorer im Test Cricket und Indiens bester Test- sowie ODI-Wicketscorer

Die Aufnahme von Sachin Tendulkar und Anil Kumble in die Nationalmannschaft 1989 bzw. 1990 führte zu einer weiteren Entwicklung derselbigen. Im darauf folgenden Jahr debütierte Javagal Srinath, der schnellste indische Bowler seit Amar Singh. Indien gelang dennoch in den 1990er Jahren in keinem der 33 Tests außerhalb des Subkontinents ein Sieg, während es 17 der 30 Tests daheim gewinnen konnte. Ebenso gewann es den Asia Cup 1990 auf eigenen Boden. Bei der Weltmeisterschaft 1992 in Australien und Neuseeland spielten alle neun teilnehmenden Mannschaften in einer Gruppe; Indien erzielte Siege über seinen Rivalen und späteren Weltmeister Pakistan sowie Simbabwe, dies blieben jedoch die einzigen Erfolge bei dem Turnier, worauf Indien vorzeitig die Heimreise antrat. Beim Asia Cup 1995 in den Vereinigten Arabischen Emiraten gewann das Team seinen vierten Titel. Bei der Weltmeisterschaft 1996 musste Indien gegen den Nachbarn und späteren Weltmeister Sri Lanka daheim im Halbfinale eine Niederlage hinnehmen, nachdem das Spiel abgebrochen und für den Gegner gewertet worden war, denn in den Eden Gardens von Kalkutta war es nach schlechten Leistungen der Inder zu Zuschauerausschreitungen gekommen. Anschließend durchlief die Mannschaft ein Jahr der Veränderungen, nachdem Sourav Ganguly und Rahul Dravid, die beide später noch Kapitäne der Mannschaft werden sollten, im selben Test im Lord’s debütiert hatten. Tendulkar ersetzte Azharuddin Ende 1996 als Kapitän, nach einem Einsinken der persönlichen als auch der Mannschaftsleistungen trat er vom Posten des Kapitäns zurück und Azharuddin wurde Anfang 1998 wieder Kapitän. Nachdem Tendulkar vom Druck des Kapitänsamt befreit worden war, stieg er zum führenden Runscorer in Tests und ODIs auf, und Indien erzielte 1997/98 einem Heimsieg im Test gegen die damals führenden Australier. Bei der neugegründeten Champions Trophy im Jahr 1998 schied Indien im Halbfinale gegen die West Indies aus.
Nachdem Indien bei der Weltmeisterschaft 1999 nach akzeptablem Abschneiden in der Gruppenphase in der Super-Six-Runde nach nur einem Sieg gegen den Erzrivalen Pakistan als letzter ausgeschieden war, wurde Tendulkar erneut Kapitän. Prompt zeigte er schwächere Leistungen, nachdem er 1999/2000 mit 0–3 in Australien und gegen Südafrika mit 0–2 unterlegen war. Tendulkar trat als Kapitän zurück und schwor sich, die Mannschaft nie wieder anzuführen. Unter Ganguly als neuem Kapitän erlitt die Mannschaft 2000 weiteren Schaden, als der frühere Kapitän Azharuddin und der Batter Ajay Jadeja der Spielmanipulation überführt und lebenslang bzw. für fünf Jahre suspendiert wurden. Die BBC bezeichnete diesen Zeitpunkt als the Indian cricket’s worst hour („die schlimmste Stunde des indischen Crickets“). Die neue Kernmannschaft mit Tendulkar, Dravid, Kumble und Ganguly versprach, dass so etwas nie mehr geschehen werde und führte das indische Cricket aus dieser dunklen Stunde heraus. Die drei erstgenannten schoben individuelle Ansprüche beiseite und ließen Ganguly die Mannschaft zu einer neuen Ära führen.

### Seit der Jahrtausendwende

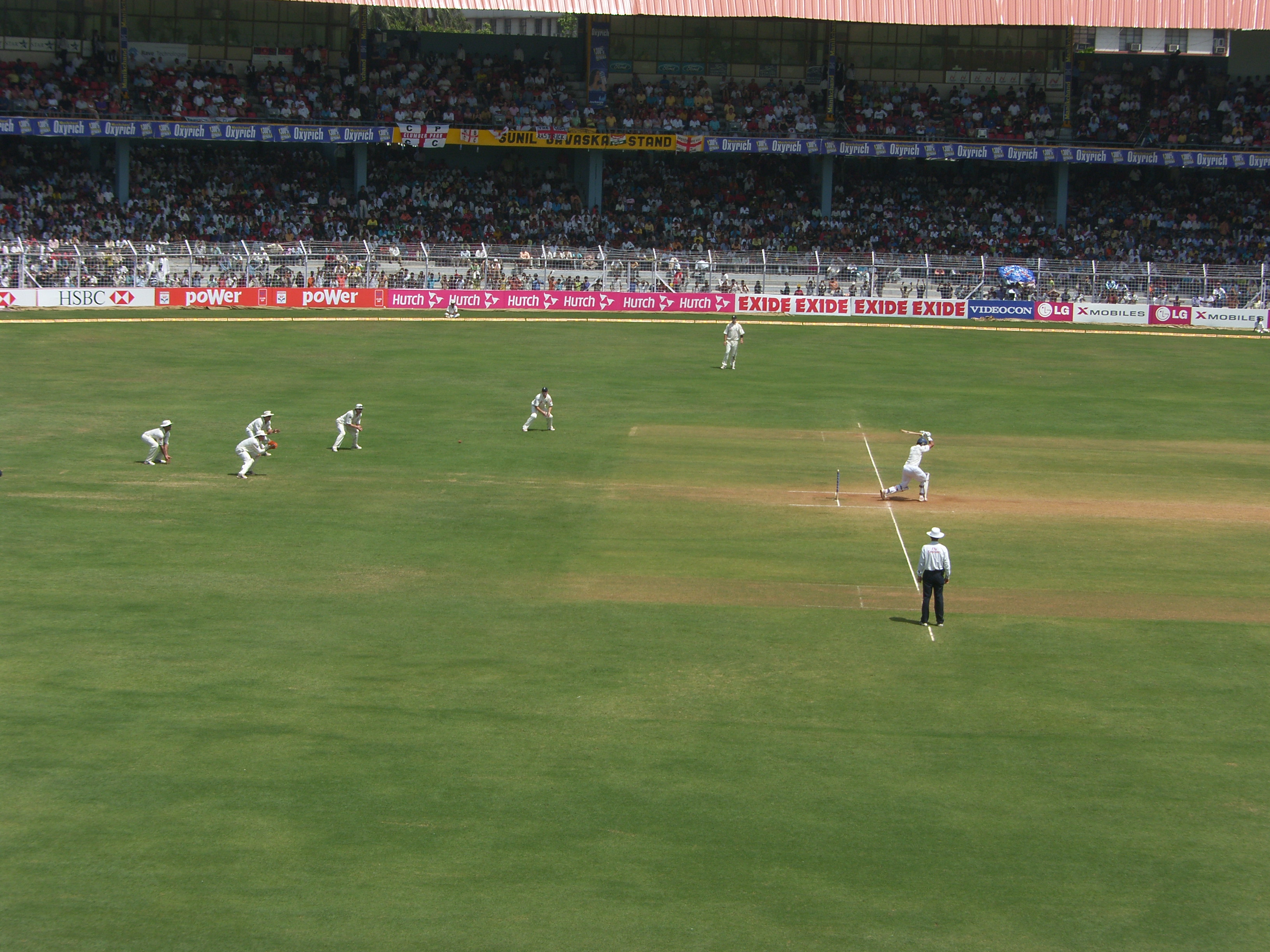
Indien gegen England beim Test im Wankhede Stadium, Mumbai, 2006

Ab 2000 erlebte die indische Mannschaft große Verbesserungen unter ihrem Kapitän Sourav Ganguly und dem Trainer John Wright, dem ersten ausländischen Trainer. Indien konnte seinen Erfolg in den Heimserien gegen Australien fortsetzen, indem es die Gäste 2000/01 bezwang. Diese Testserie blieb vor allem für das Spiel in Kalkutta in Erinnerung, als Indien die dritte Mannschaft in der Geschichte des Test Crickets wurde, die ein Spiel nach einem Follow-On gewann. Nach dem ersten Innings lag Indien mit 274 Runs zurück, konnte dann jedoch noch mit 171 Runs Vorsprung gewinnen. Der australische Kapitän Steve Waugh nannte Indien die Final Frontier („letzte Grenze“), nachdem seine Mannschaft nicht in der Lage gewesen war, eine Testserie in Indien zu gewinnen. Der Sieg im Jahr 2001 läutete für die Inder eine „perfekte“ Serie unter ihrem Kapitän Ganguly ein, und sie gewannen Test Matches gegen Simbabwe, Sri Lanka, die West Indies und England. Die Englandtour ist auch für Indiens höchste ODI-Run Chase von 325 Runs im Lord’s während des letzten Spieles der Natwest-Serie gegen England erwähnenswert. Bei der Champions Trophy 2002 teilte sich Indien den Titel mit Sri Lanka, als das Finale zwei Mal wegen Regens nicht ausgetragen werden konnte. Bei der Weltmeisterschaft 2003 in Südafrika scheiterte es dann erst im Finale gegen die damals dominierenden Australier. 2003/04 erzielte Indien dann ein 1–1 unentschieden gegen den damaligen Weltmeister und gewann anschließend eine Test- und ODI-Serie in Pakistan.
Gegen Ende der Saison 2004 litt Indien unter der Formschwäche und der mangelnden Fitness seiner älteren Spieler. Auf eine Niederlage in der Testserie gegen Australien folgten eine verlorene ODI- und Testserie gegen Pakistan. Nach der Testserie ersetzte Greg Chappell John Wright als Trainer der indischen Mannschaft, wobei Chappells Trainingsmethoden zu Beginn umstritten waren. Die Spannungen führten zu einem Wortgefecht zwischen Chappell und Ganguly, worauf Rahul Dravid neuer Kapitän wurde. Dies brachte eine Steigerung der indischen Leistung mit sich, mit Debütanten wie Mahendra Singh Dhoni und Suresh Raina, sowie der Reifung von Irfan Pathan und Yuvraj Singh. Eine gewonnene Testserie 2005/06 gegen Sri Lanka und ein Unentschieden in der ODI-Serie gegen Südafrika bescherten Indien den zweiten Platz in der ODI-Rangliste. Dravid, Tendulkar und Virender Sehwag wurden für die ICC World XI der Super Series 2005 gegen Australien ausgewählt. Eine erfolgreiche ODI-Serie in Pakistan im Frühjahr 2006, gefolgt von einer Niederlage in der Testserie, bescherte Indien den Weltrekord für 17 aufeinanderfolgende ODI-Siege, nachdem es als Feldmannschaft begonnen hatte. Ein Misserfolg in der Karibiktour Mitte 2006 mit 1–4 sorgte jedoch für einen Einbruch der indischen ODI-Form, während es die anschließende Testserie mit 1–0 gewann, Indiens erster Testsieg in der Karibik seit 1971. Indiens ODI-Form sank nach einem enttäuschenden Turnierverlauf bei der ICC Champions Trophy 2006 und der Niederlage in der ODI-Serie in Südafrika weiter. Darauf folgte eine anfangs gute Performance im Test Cricket, nachdem Indien seinen ersten Testsieg in Südafrika erzielt hatte, es die Testserie dennoch mit 1–2 verlor. Gangulys Rückkehr in die indische Mannschaft prägte diese Testserie.
Im Dezember 2006 spielten die Inder ihr erstes T20I in Südafrika und gewannen es, womit sie die letzte der damaligen Testnationen waren, die im T20I-Cricket debütierte (später kamen noch Afghanistan und Irland, die zuvor bereits T20Is gespielt hatten, als Testnationen hinzu). Anfang 2007 – kurz vor der Weltmeisterschaft 2007 – erzielte Indien wieder bessere ODI-Leistungen. Rekordsiege über die West Indies und Sri Lanka, zusammen mit der Rückkehr Gangulys, die starken Leistungen Tendulkars, und Debüts junger Spieler wie Robin Uthappa machten Indien laut einiger Experten zu einem der Favoriten bei der Weltmeisterschaft 2007. Das Team konnte sich nach Niederlagen gegen Bangladesch und Sri Lanka in der Gruppenphase jedoch nicht für die zweite Runde qualifizieren und schied vorzeitig aus.

### Erfolge unter Dhoni

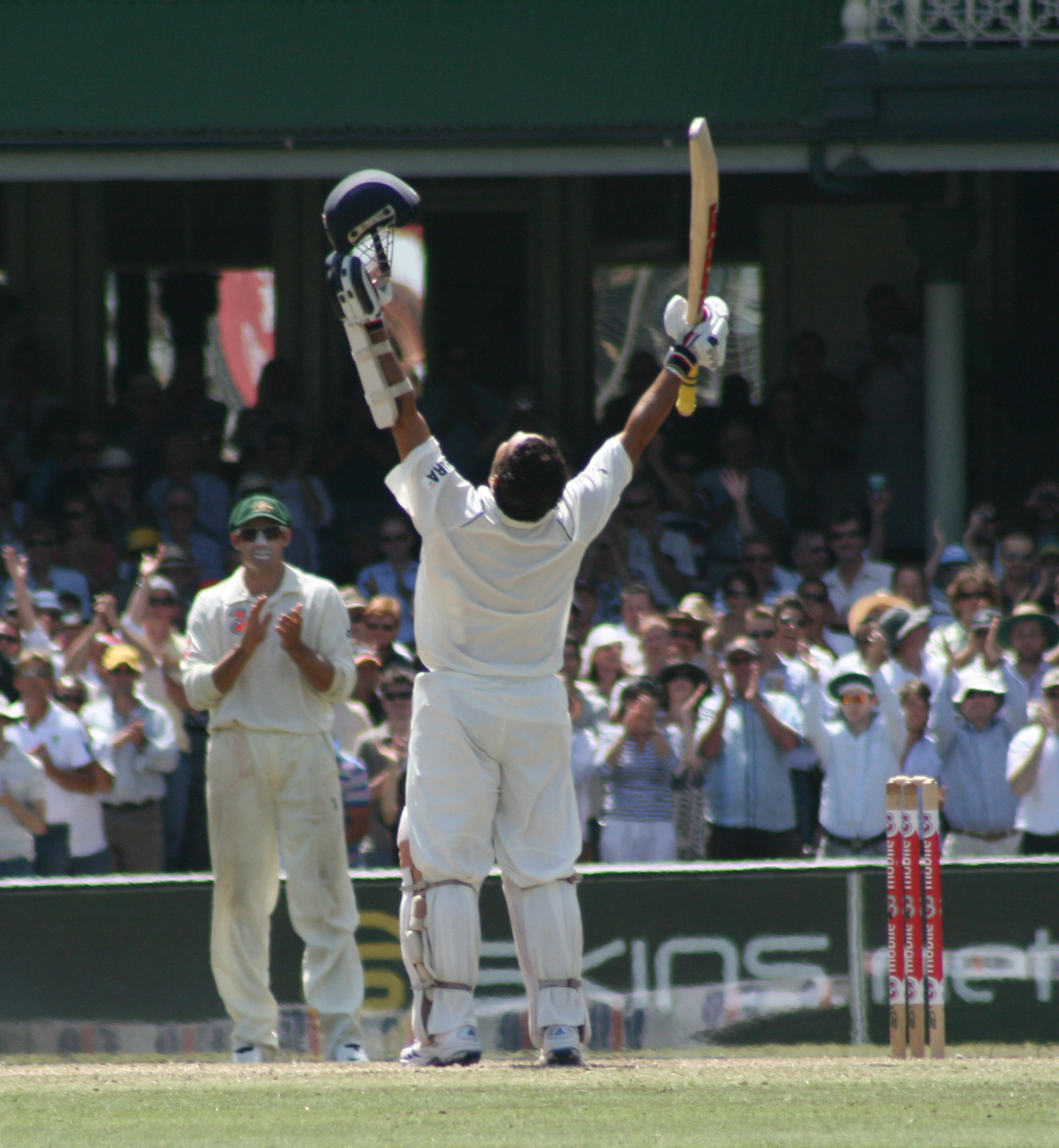
Sachin Tendulkar feiert sein 38. Century während eines Spiels gegen Australien 2008. Tendulkar hält mehrere Weltrekorde, darunter den als bester spin bowler und die meisten Centuries in Test und ODI-Cricket

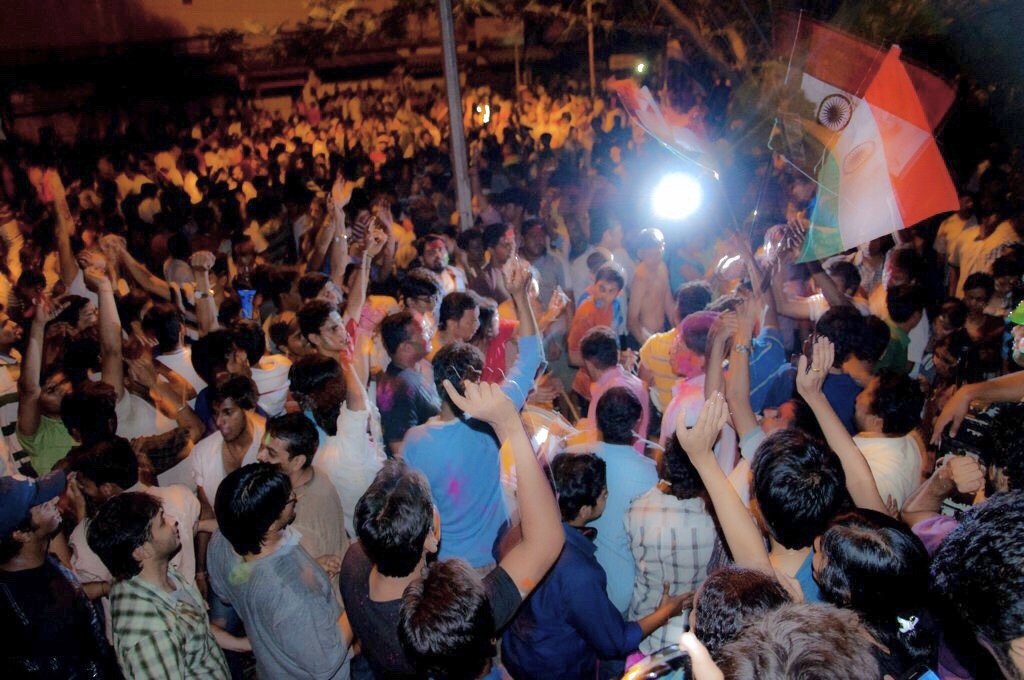
Indische Fans feiern den Sieg Indiens bei der Weltmeisterschaft 2011 auf eigenem Boden

Nachdem Indien die Testserie in England im August 2007 gewonnen hatte, trat Dravid als Kapitän zurück, und Dhoni wurde neuer T20I- und ODI-Kapitän. Im September 2007 gewann Indien die erste T20I-Weltmeisterschaft in Südafrika, nachdem Pakistan im Finale mit fünf Runs bezwungen werden konnte. 2007/08 tourte es nach Australien, wo Indien die umstrittene Testserie mit 1–2 verlor, einen Monat später gewann es jedoch die Commonwealth Bank Series 2008 nach einem whitewash gegen Australien.
Im April 2009 gewann Indien seine erste Testserie in Neuseeland in 41 Jahren. Nachdem Indien im Dezember 2009 gegen Sri Lanka mit 2–0 gewonnen hatte, lag die Mannschaft auf dem ersten Platz der Test-Rangliste. Sie verteidigte diese Position nach unentschiedenen Testserien gegen Südafrika und in Sri Lanka. Im selben Jahr gewannen sie den Asia Cup. Im Oktober 2010 gewann Indien die Heimserie gegen Australien mit 2–0, womit es zwei aufeinander folgende Testserien gegen diese Mannschaft für sich entscheiden konnte. Zum Jahreswechsel holte Indien in der Auswärtsserie gegen Südafrika ein 1–1-Unentschieden heraus.
Am 2. April 2011 gewann Indien die Weltmeisterschaft daheim mit einem Finalsieg über Sri Lanka. Nach den West Indies und Australien war Indien somit die dritte Mannschaft, die einen zweiten Weltmeistertitel erringen konnte (nach 1983). Gautam Gambhir und der Kapitän Dhoni erzielten im Finale 97 bzw. 91* Runs. Indien war auch die erste Mannschaft, die eine Weltmeisterschaft vor heimischer Kulisse gewann. Im August 2011 ging Indien in der Testserie in England mit 0–4 unter und musste dem Gegner den Spitzenplatz in der Weltrangliste überlassen. Eine weitere Enttäuschung folgte im Januar 2012 in der Testserie in Australien, ebenfalls mit 0–4. Nach den beiden niederschmetternden Testserien beendeten Dravid und VVS Laxman ihre Test-Cricket-Laufbahnen. Tendulkar zog sich nach seinem 200. Test im November 2013 zurück. Gangulys Rücktritt 2008 läutete das Ende der dominierenden Middle-Batting Order ein, über die Indien im rückliegenden Jahrzehnt verfügt hatte. 2012 begann eine unruhige Zeit für das indische Cricket, als es in der Heimserie gegen England mit 1–2 verlor. Dies war Indiens erste Heimniederlage gegen England in 28 Jahren. Darauf folgte eine 1–2-Heimniederlage in der ODI-Serie gegen den Rivalen Pakistan. Indien schied danach in der Super 8 der World Twenty20 2012 aufgrund seiner schlechteren Net Run Rate gegenüber Australien und Pakistan aus. Ebenso verpasste Indien das Finale des Asia Cup 2012, was ein enttäuschendes Jahr beendete.

### Erfolg in den kürzeren Cricket-Formaten

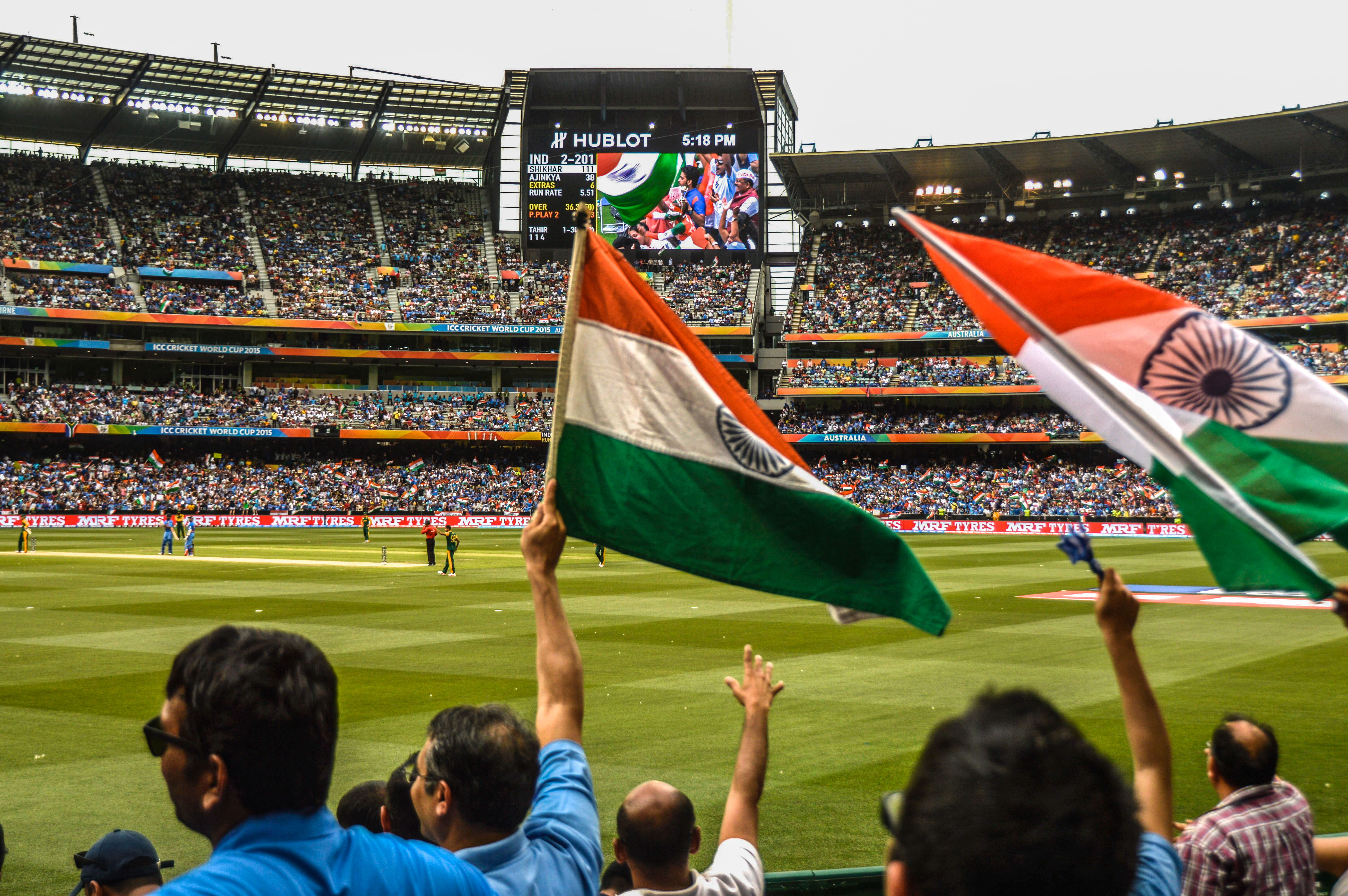
Indische Fans bei der Weltmeisterschaft 2015 im Melbourne Cricket Ground

Im Frühjahr 2013 konnte sich Indien gegen Australien revanchieren, indem es die Heimserie mit 4–0 gewann. Indien besiegte danach Australien in der ODI-Serie 2013/14 von sieben Spielen mit 3–2, ebenso gewann es das T20I-Match. Indien verlor jedoch die Auswärtsserien in Südafrika und in Neuseeland deutlich, worauf sich die Cricketspieler Kritik gefallen lassen mussten. Indien bezwang jedoch England im Finale der Champions Trophy 2013 und Dhoni wurde der erste Kapitän, der alle drei ICC-Trophäen gewinnen konnte: Cricket World Cup, Twenty20 Cup und Champions Trophy. Darauf folgte der Sieg in der West Indies Tri-Series 2013, an der Indien, die West Indies und Sri Lanka teilnahmen. 2014 tourte die indische Mannschaft nach Bangladesch und anschließend nach England. Indien gewann die ODI-Serie gegen Bangladesch mit 2–0, verlor daraufhin die Testserie gegen England jedoch mit 1–3. Die Testserie blieb für den indischen Sieg im ersten Test im Lord’s in Erinnerung. Auf die Testserie folgte ein indischer 3–1-Erfolg in der ODI-Serie in England, das T20I-Match ging jedoch verloren.
2014 verpasste Indien beim Asia Cup erneut den Einzug ins Finale. Bei der World Twenty20 in Bangladesch unterlag Indien Sri Lanka im Finale mit sechs Wickets und verpasste eine weitere ICC-Trophäe. Bei diesem Turnier erschien Virat Kohli als einer der besten Batter in den kürzeren Cricket-Formaten und erhielt die Auszeichnung als „Spieler des Turniers“. Indien gewann danach ODI-Serien gegen die West Indies sowie gegen Sri Lanka und verteidigte damit seinen ersten Platz in der ODI-Rangliste. Zum Jahreswechsel 2014/15 tourte Indien für eine Testserie von vier Spielen nach Australien; diese Tour blieb für MS Dhonis überraschenden Rücktritt als Kapitän nach dem zweiten Test in Erinnerung. Virat Kohli trat dessen Nachfolge an, konnte die Testserie jedoch nicht mehr umdrehen und Indien verlor mit 0–2. Kohlis erster Seriensieg als Kapitän erfolgte 2015 in Sri Lanka, womit Indien eine Siegesserie im Test Cricket einläutete.

### Heimdominanz

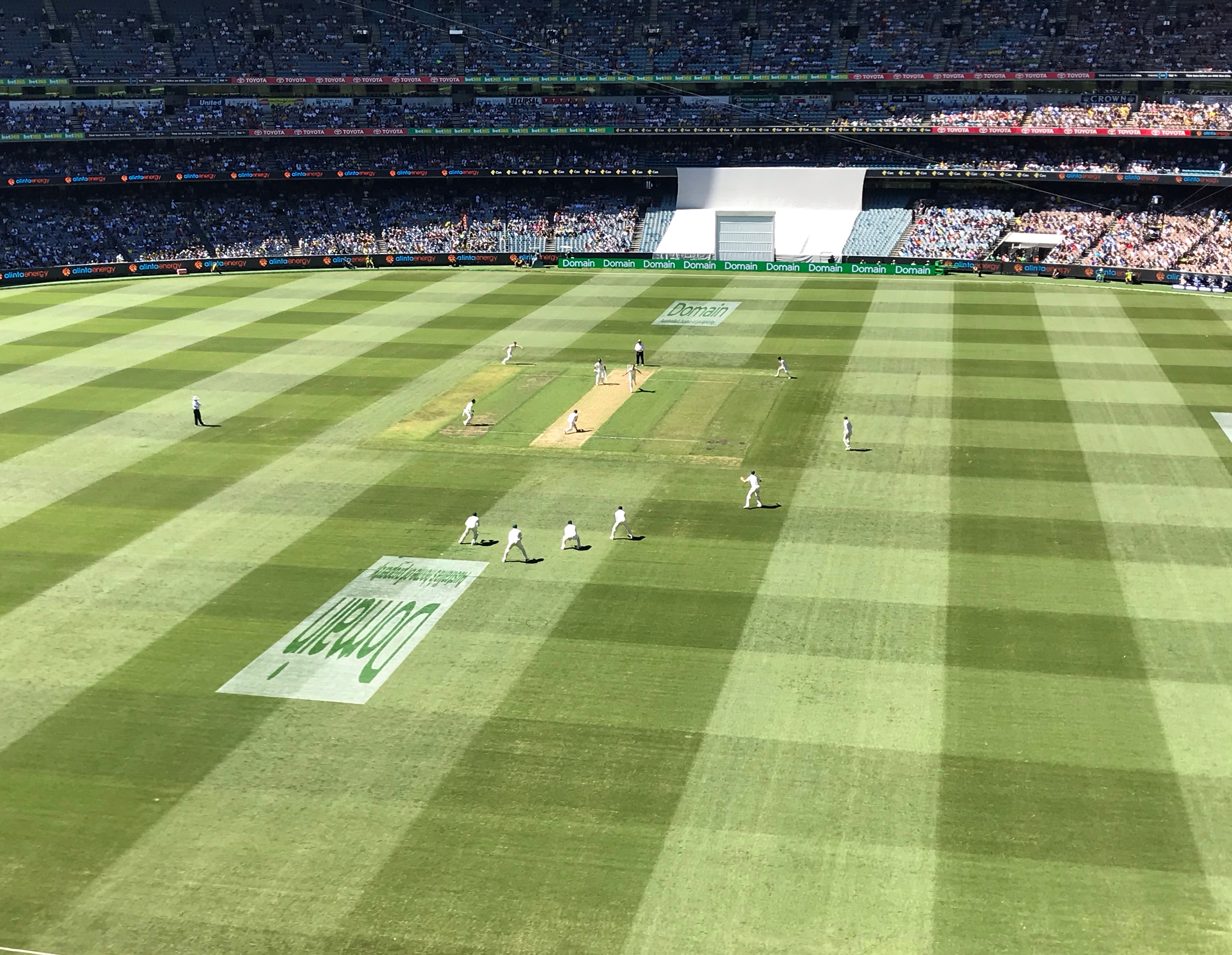
Dritter Test zwischen Australien und Indien im Melbourne Cricket Ground, 26. Dezember 2018

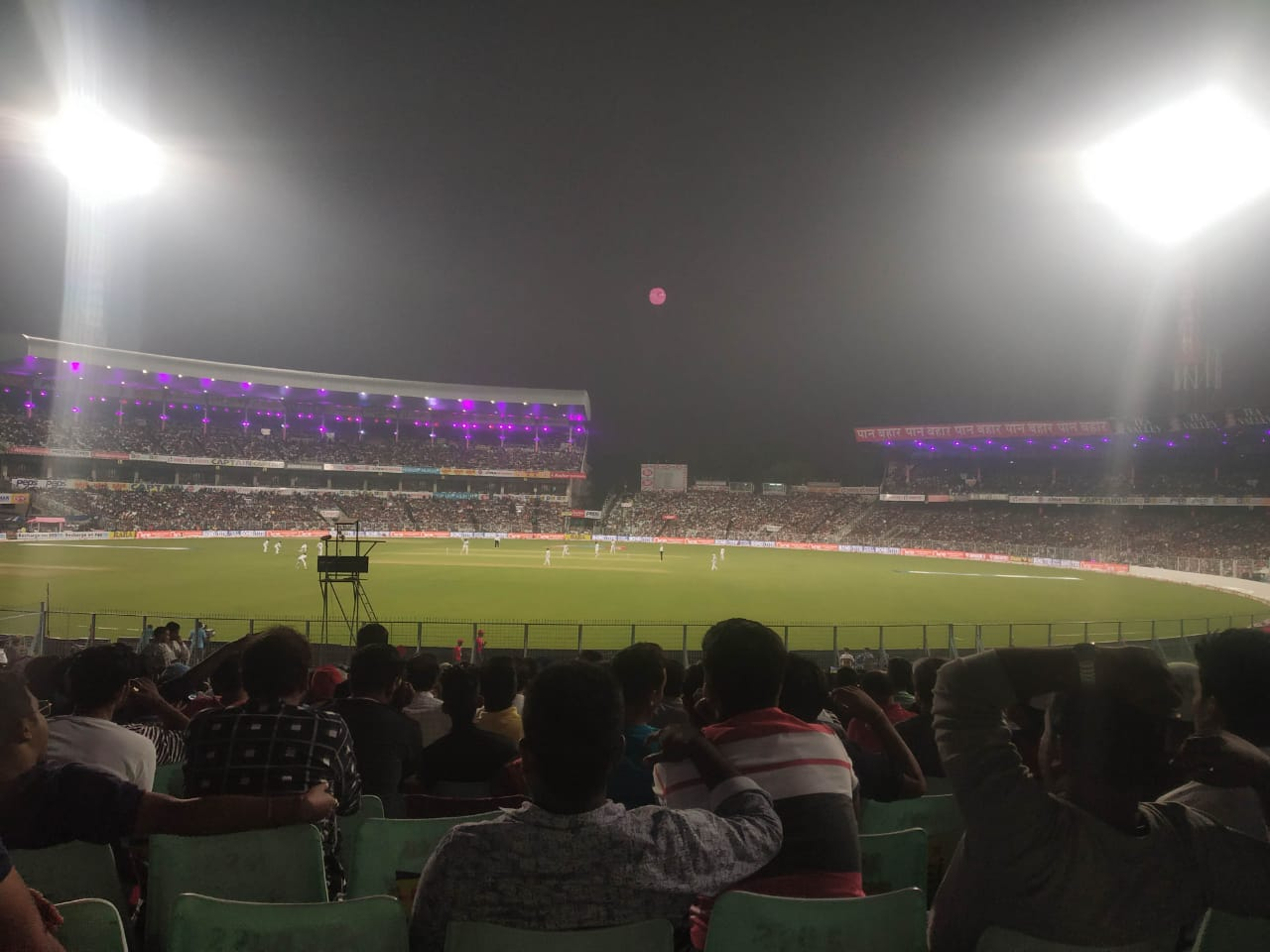
Tag 1 von Indiens ersten Tag/Nacht-Test im Eden Garden 2019

Indien gegen Afghanistan während des Cricket World Cup 2023

2015 begann Indien unter seinem neuen Kapitän Virat Kohli seine Heimdominanz im Test Cricket, indem es Südafrika deutlich bezwang. Mit dieser Testserie begann eine ununterbrochene Erfolgsserie von 19 Test Matches ohne Niederlage, die erst 2017 durch Australien beendet wurde. In dieser Erfolgsserie traten auch Ravichandran Ashwin und Ravindra Jadeja als zwei der besten spin bowler und All-rounder in Erscheinung. Sie dominierten gegnerische Batter auf ähnliche Weise wie das spin quartet aus den 1970er Jahren. Auf die Erfolgsserie folgten Auswärtssiege in Sri Lanka und gegen Australien in den kürzeren Cricket-Formaten, worauf es den ersten Platz der ODI-Rangliste erreichte. Bei der Weltmeisterschaft 2015 in Australien und Neuseeland erreichte Indien unbesiegt das Halbfinale, unterlag gegen den späteren Weltmeister Australien jedoch deutlich mit 95 Runs. Indien begann das Jahr 2016 mit dem Sieg beim Asia Cup, nachdem es das gesamte Turnier über unbesiegt geblieben war und Pakistan hinter sich gelassen hatte. Indien war bei der World Twenty20 2016 im eigenen Land Titelfavorit, unterlag jedoch im Halbfinale gegen den späteren Weltmeister der West Indies. Erneut erhielt Kohli die Auszeichnung als „Spieler des Turniers“.
2016 begann die „große Heimsaison“ für Indien, einschließlich Heimserien gegen Neuseeland, England, Bangladesch und Australien. Indien erzielte gegen Neuseeland einen whitewash, was dem Team nach mehr als zehn Jahren wieder den ersten Platz in der Test-Rangliste einbrachte. Vor der Serie gegen England im November 2016 trat Dhoni als Kapitän in den kürzeren Cricket-Formaten zurück und Kohli wurde Kapitän in allen dreien. Indien bezwang England in allen drei Cricket-Formaten, einschließlich des 4–0 in der Testserie. Darauf folgten Siege in den Testserien gegen Bangladesch und gegen Australien, worauf Indien die Border Gavaskar Trophy zurückgewann. Ravichandran Ashwin war dabei der schnellste Cricketspieler, der 250 Wickets erzielte; er und Ravindra Jadeja belegten damals die beiden ersten Plätze in den ICC-Ranglisten für Bowler und All-rounder. Somit war Indien auch die dritte Mannschaft (nach Südafrika und Australien), die Testserien gegen alle anderen Testnationen gewinnen konnte. Zum 6. Dezember 2017 war Indien in neun aufeinanderfolgenden Testserien unbesiegt.
Indien bezwang Pakistan im ersten Spiel bei der Champions Trophy 2017 mit 124 Runs, verlor jedoch das zweite Spiel der Gruppenphase gegen Sri Lanka mit sieben Wickets, trotz 321 erzielter Runs. Im letzten Gruppenspiel gegen Südafrika, das Indien für ein Weiterkommen gewinnen musste, gewann es deutlich und traf im Halbfinale auf Bangladesch. Indien gewann das Halbfinale deutlich mit neun Wickets und spielte im Finale gegen den Rivalen Pakistan; seit 2007 das erste Mal, dass beide Mannschaften in einem Finale aufeinandertrafen. In einem enttäuschenden Spiel, für das Indien als Favorit galt, gewann Pakistan deutlich mit 180 Runs, und deklassierte Indien schließlich in allen drei Aspekten des Crickets (Batting, Bowling, Fielding). Im Juli 2017 bezwang Indien auf seiner Karibiktour die West Indies in der ODI-Serie mit 3–1, verlor jedoch das T20I-Match. Indien tourte danach nach Sri Lanka und gewann die Testserie deutlich mit 3–0, das erste Mal, dass Indien einen Gegner auswärts in einer Testserie von mindestens drei Spielen bezwang.
Im darauf folgenden Jahr erzielte Indien gemischte Resultate: Es verlor Testserien in Südafrika und in England, gewann jedoch erstmals in Australien. Daheim gewann es die Testserie gegen die West Indies. Indien gewann die ODI-Serie der Südafrikatour, ebenso die Nidhas Trophy 2017/18 gegen Sri Lanka und Bangladesch. Darauf folgte der Gewinn des Asia Cup 2018 in den Vereinigten Arabischen Emiraten. Es verlor die ODI-Serie in England, worauf der Sieg gegen die West Indies und Auswärtssiege gegen Australien und Neuseeland folgten. Anfang 2019 gewann Australien die T20I-Serie mit 2–0, Virat Kohlis erste Heimniederlage in einer T20I-Serie. Bei der Weltmeisterschaft 2019 qualifizierte es sich als bestes Team der Vorrunde für das Halbfinale, scheiterte dort jedoch an Neuseeland. Nach der Weltmeisterschaft besuchte Südafrika Indien für drei Tests, die der Gastgeber alle gewann, die beiden letzten Tests gar jeweils mit einem Innings und mehr als 100 Runs. Dies war Indiens erster whitewash gegen die Proteas. Indien gewann seine erste T20I-Serie von drei Spielen gegen Sri Lanka mit 2–0. Danach gewann Indien seine ODI-Serie von drei Spielen gegen Australien mit 2–1.
Im Juni 2021 traf Indien im Finale der ersten World Test Championship 2019–2021 auf Neuseeland, unterlag jedoch mit acht Wickets. Beim T20 World Cup 2021 in Oman und den Vereinigten Arabischen Emiraten verlor Indien in der Super 12 erstmals ein Spiel bei einem großen Turnier gegen den Rivalen Pakistan. Danach unterlagen die Inder Neuseeland, wodurch die Siege gegen Afghanistan, Schottland und Namibia nicht mehr ausreichend waren um das Halbfinale zu erreichen. In der Super 12 des T20 World Cup 2022 in Australien besiegte Indien Pakistan, die Niederlande, Bangladesch und Simbabwe, während es Südafrika unterlag. Damit schlossen die Inder ihre Gruppe auf dem ersten Platz ab und erreichten das Halbfinale, das sie jedoch gegen den späteren Weltmeister England mit zehn Wickets verloren.
Im Juni 2023 bestritt Indien das Finale der zweiten World Test Championship 2021–2023 gegen Australien, unterlag jedoch mit 209 Runs. Im selben Jahr gewann die Mannschaft den Asia Cup 2023 in Pakistan und Sri Lanka. Indien war Gastgeber des Cricket World Cup 2023 und erreichte ungeschlagen das Finale, nachdem es erstmals zehn aufeinander folgende ODIs gewinnen konnte. Dabei übertraf Virat Kohli Sachin Tendulkars vorherigen Rekord von 49 ODI-Centuries und erreichte sein 50. und stellte auch einen neuen Rekord mit den meisten Runs während eines Cricket World Cups auf (765). Im Finale wurde der Gastgeber jedoch von Australien für 240 Runs ausgebowlt, woraufhin er mit sechs Wickets verlor. Beim T20 World Cup 2024 in den West Indies und den Vereinigten Staaten stellten die Inder einen neuen Rekord auf und erreichten unbesiegt das Finale. Dort trafen sie auf das ebenfalls unbesiegte Südafrika und erzielten die meisten Runs in einem Finale, die Proteas konnten jedoch bis ins letzte Over mithalten und die Inder gewannen das Finale schließlich mit sieben Runs. Damit wurden die Inder nach den West Indies 2016 und England 2022 das dritte Team, das seinen zweiten T20 World Cup gewinnen konnte. Nach diesem Erfolg kündigten Virat Kohli, Rohit Sharma und Ravindra Jadeja ihren Rückzug aus dem T20I-Cricket an. Vor der ICC Champions Trophy 2025, die offiziell in Pakistan ausgetragen wurde, äußerte der indische Verband Sicherheitsbedenken und forderte Spiele an einem neutralen Ort, woraufhin Dubai in den Vereinigten Arabischen Emiraten indischer Spielort wurde. Die Inder erreichten ungeschlagen das Finale, das sie gegen Neuseeland mit vier Wickets gewannen, womit sie als erste Mannschaft drei Titel bei diesem Turnier gewinnen konnten. Nach seiner Rückkehr in die Testmannschaft wurde Rishabh Pant bei den Laureus Awards 2025 in der Kategorie „Comeback des Jahres“ nominiert. Die dritte World Test Championship 2023–2025 schloss Indien auf den dritten Platz ab.

## Organisation

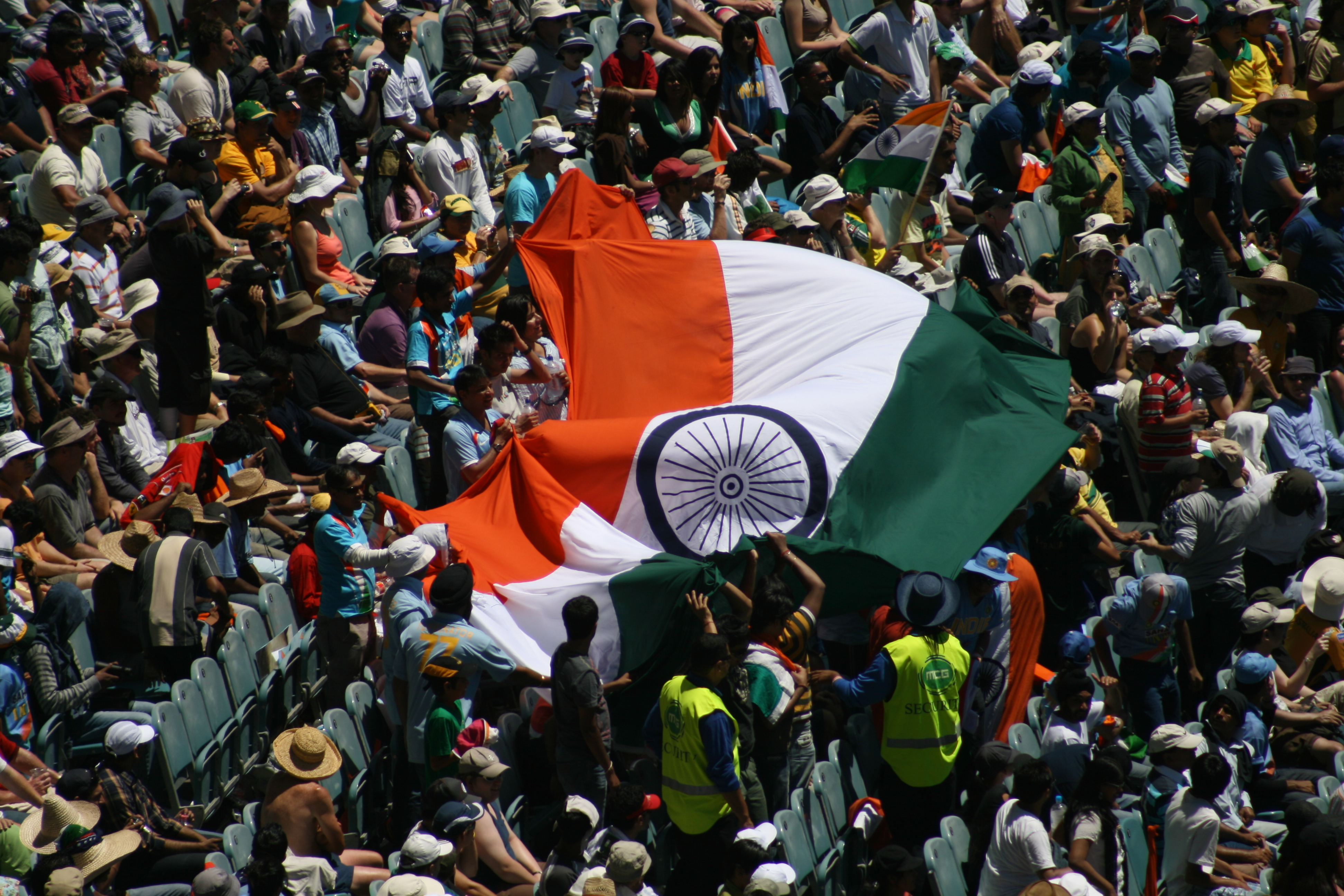
Anhänger der indischen Cricket-Nationalmannschaft mit der indischen Flagge während eines Spieles gegen Australien im Melbourne Cricket Ground

Das Board of Control for Cricket in India (BCCI) wurde 1928 gegründet und ist verantwortlich für die Organisation des Cricket in Indien. Seit dem 31. Mai 1926 ist Indien Vollmitglied im International Cricket Council (ICC). 1983 war der indische Verband außerdem Gründungsmitglied der Asian Cricket Conference (ACC; heute Asian Cricket Council).
Der BCCI ist einer der reichsten Sportverbände der Welt. Sein Einkommen aus Medienrechten für die indischen Spiele in Zeitraum 2006–2010 belief sich auf 612 Mio. US-Dollar. Aufgrund seiner finanziell einflussreichen Situation in der Cricketwelt leistete der BCCI bereits mehrmals Widerstand gegen das Programm des ICC und drang auf mehr Testserien zwischen Indien, Australien und England, da er sich daraus mehr Einkommen als bei Serien gegen Bangladesch oder Simbabwe verspricht. In der Vergangenheit geriet der BCCI mit dem ICC auch über Sponsoren und der Daseinsberechtigung der ICC Champions Trophy in Konflikt.
Das Board of Control for Cricket in India stellt die Indien vertretenen Cricket-Nationalmannschaften, einschließlich der für die Männer, Frauen und Jugend, zusammen. Er ist außerdem verantwortlich für die Durchführung von Test-, ODI- und T20I-Serien gegen andere Nationalmannschaften sowie die Organisation von Heimspielen und -turnieren.
Kinder und Jugendliche werden bereits in der Schule an den Cricketsport herangeführt und je nach Interesse und Talent beginnt dann die Ausbildung. Wie andere Cricketnationen verfügt Indien über eine U-19-Nationalmannschaft, die an der entsprechenden Weltmeisterschaft teilnimmt. Die zweite Nationalmannschaft Indiens bildet India A, deren Spiele über First-Class- bzw. List-A-Status verfügen.

## Trikots

### First-Class Cricket
| Turnier                          | Trikotausrüster | Sponsor auf dem Ärmel |
| -------------------------------- | --------------- | --------------------- |
| Cricket World Cup 1975           | –               | –                     |
| Cricket World Cup 1979           | –               | –                     |
| Cricket World Cup 1983           | –               | –                     |
| Cricket World Cup 1987           | –               | –                     |
| Cricket World Cup 1992           | ISC             | –                     |
| Cricket World Cup 1996           | –               | Wills                 |
| ICC KnockOut 1998                | –               | Wills                 |
| Cricket World Cup 1999           | Asics           | Wills                 |
| ICC KnockOut 2000                | –               | Wills                 |
| ICC Champions Trophy 2002        | Omtex           | —                     |
| Cricket World Cup 2003           | Omtex           | Aamby Valley          |
| ICC Champions Trophy 2004        | Omtex           | Sahara                |
| ICC Champions Trophy 2006        | Nike            | Sahara                |
| Cricket World Cup 2007           | Nike            | Sahara                |
| ICC World Twenty20 2007          | Nike            | Sahara                |
| ICC World Twenty20 2009          | Nike            | Sahara                |
| ICC Champions Trophy 2009        | Nike            | Sahara                |
| ICC World Twenty20 2010          | Nike            | Sahara                |
| Cricket World Cup 2011           | Nike            | Sahara                |
| ICC World Twenty20 2012          | Nike            | Sahara                |
| ICC Champions Trophy 2013        | Nike            | Sahara                |
| ICC World Twenty20 2014          | Nike            | Star India            |
| Cricket World Cup 2015           | Nike            | Star India            |
| ICC World Twenty20 2016          | Nike            | Star India            |
| ICC Champions Trophy 2017        | Nike            | Oppo                  |
| Cricket World Cup 2019           | Nike            | Oppo                  |
| ICC Men’s T20 World Cup 2021     | MPL Sports      | BYJU’S                |
| ICC World Test Championship 2021 | MPL Sports      | BYJU’S                |
| ICC Men’s T20 World Cup 2022     | MPL Sports      | BYJU’S                |
| ICC World Test Championship 2023 | Adidas          | —                     |
| Cricket World Cup 2023           | Adidas          | Dream11               |
| ICC Men’s T20 World Cup 2024     | Adidas          | Dream11               |
| Champions Trophy 2025            | Adidas          | Dream11               |

| Zeitraum  | Trikotausrüster | Trikotsponsor |
| --------- | --------------- | ------------- |
| 1993–1996 | –               | Wills         |
| 1999–2001 | –               | Wills         |
| 2001–2002 | –               | ITC Hotels    |
| 2002–2003 | –               | Sahara        |
| 2003–2005 | –               | Sahara        |
| 2005–2013 | Nike            | Sahara        |
| 2014–2017 | Nike            | Star India    |
| 2017–2019 | Nike            | Oppo          |
| 2019–2020 | Nike            | BYJU’S        |
| 2020–2023 | MPL Sports      | BYJU’S        |
| 2023      | Killer          | BYJU’S        |
| 2023–2028 | Adidas          | Dream11       |

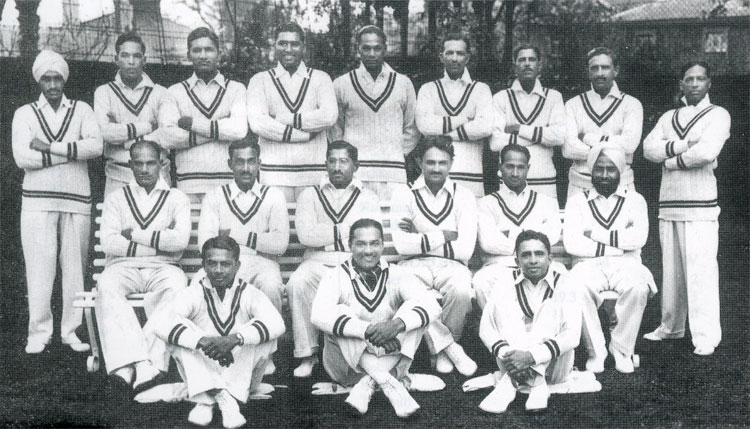
Die indische Test-Mannschaft 1932

Für Test Cricket trägt Indien traditionelle weiße Cricket-Kleidung. Zu ihrer weißen Kleidung tragen indische Feldspieler einen dunkelblauen Hut oder einen weißen Sonnenhut mit breiten Rand und dem Logo des BCCI auf der Stirnseite. Cricket-Helme sind ebenfalls dunkelblau gehalten. Einige der Spieler zeigen zusätzlich die Flagge Indiens auf ihren Helmen.
Auf der weißen Cricket-Kleidung sind wenige Logos; das Logo des BCCI ist auf der linken Brust, während das Logo des Sponsors (aktuell Dream11) auf der rechten Brust ist. Das Logo des Ausrüsters (Adidas) erscheint auf dem Ärmel des Wurfarms des Spielers.

### Kürzere Cricket-Formate

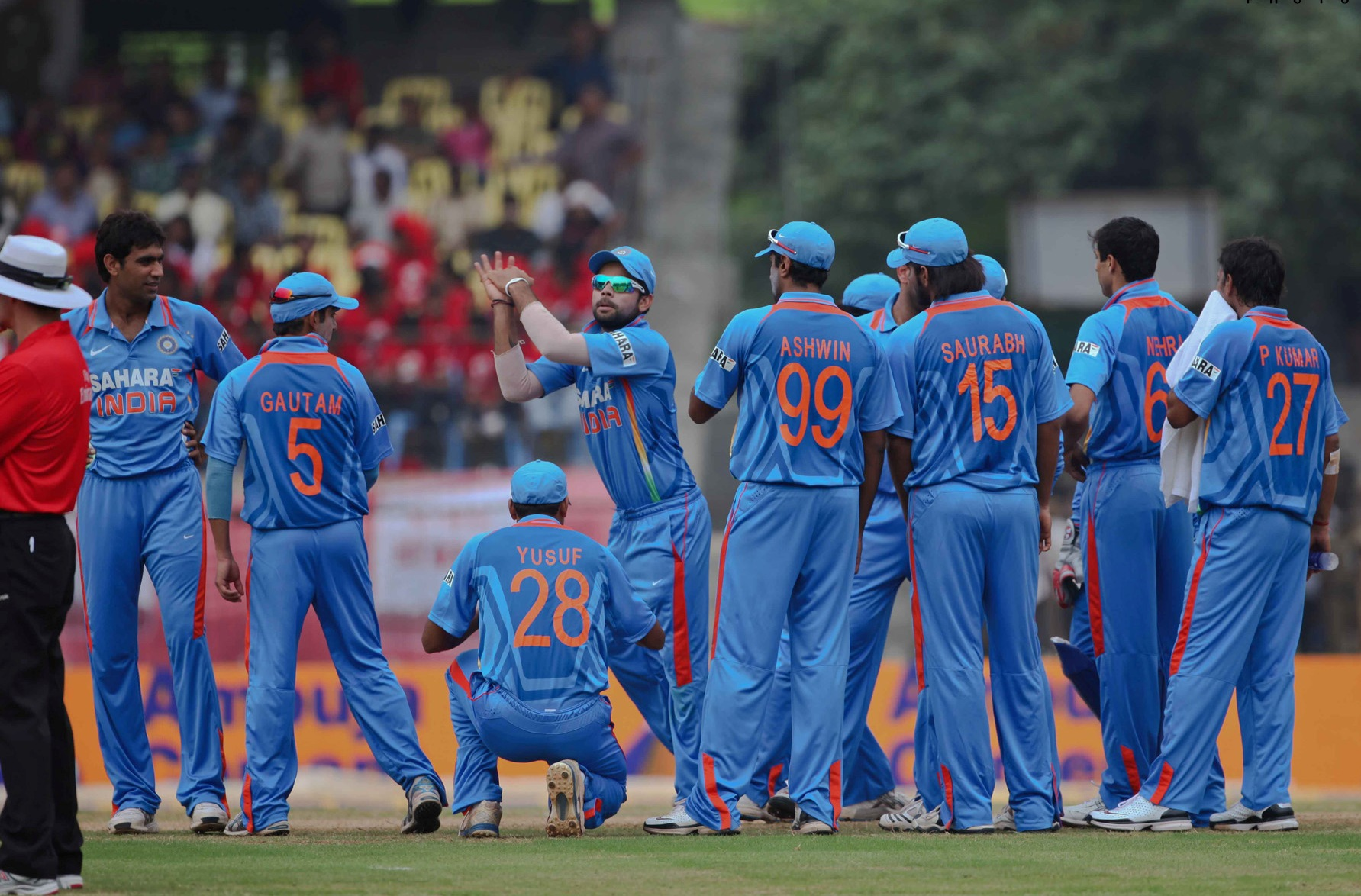
Die indische ODI-Mannschaft 2010

Seitdem Farben im internationalen Cricket auf der Kleidung Einzug hielten, ging die indische Mannschaft dazu über, blau als Hauptfarbe zu verwenden. Aufgrund der blauen Trikots wird die Mannschaft auch Men in Blue genannt. Über die Jahre hinweg wechselte die zweite Farbe, wobei Gelb und Orange am meisten Verwendung fanden. Mit der Einführung der World Cricket Series 1979 war jede Mannschaft dazu angehalten, eine Hauptfarbe und eine Zweitfarbe zu bestimmen und die indische Mannschaft entschied sich für Hellblau als Hauptfarbe und Gelb als Zweitfarbe. Seitdem fanden verschiedene Schattierungen von Blau Verwendung. Für die Weltmeisterschaft 1992 wurden die Mannschaftsfarben vom Trikotausrüster ISC in ein dunkleres Blau geändert. Die Trikots bei der Weltmeisterschaft 1996 zeigten ein helleres Blau und Gelb mit einem Streifen mit zehn verschiedenen Farben (die verschiedene Nationen symbolisieren sollten), während bei der Weltmeisterschaft 1999 eine noch helle Schattierung von Blau Verwendung fand und ein dunkleres Gelb vom damaligen Ausrüster aller Mannschaften, Asics, verwendet wurde. Das ICC benennt für seine Turniere keinen allgemeinen Ausrüster für alle Mannschaften mehr.
Über die Jahre hinweg gab es verschiedene Trikot-Designs und eines davon zeigte den Schriftzug India in Gelb diagonal über angedeutete Farbtupfer der Flagge Indiens. 2005 wurde Nike Trikotausrüster Indiens und entwarf für die Weltmeisterschaft 2007 neue Trikots mit der hellsten Schattierung Blau, die bis dahin von der indischen Mannschaft verwendet worden war und Goldgelb als zweite Farbe. Ein neuer dreifarbiger Akzent war auf der rechten Seite des Trikots. 2009 fand ein dunkleres Feroza-Blau Einzug und Orange ersetzte Gelb als Zweitfarbe.
Nike stellte ein neues Trikot mit einem dunkleren Ultramarinblau vor und 2010 wurde ein neuer dreifarbiger Akzent auf beiden Seiten des Trikots gezeigt. Eine rötliche Schattierung Orange war die Zweitfarbe auf dem Trikot. 2014 wurde ein neues Trikot vorgestellt mit einem etwas dunkleren Blau und einem minimalen Akzentdesign auf den Schultern. Für die Weltmeisterschaft 2015 entwarf Nike ein Trikot mit einer ähnlichen Schattierung Blau und ohne Akzente; die Trikots wurden aus recycelten Plastikflaschen hergestellt. Für die Weltmeisterschaft 2019 entwarf Nike ein Trikot mit zwei Schattierungen Blau. Die Vorderseite des Trikots ist in einer ähnlichen Blauschattierung wie vorherige Trikots gehalten, während die Seiten, Ärmel und der Rücken in einem helleren Blau gefärbt sind. Minimale Farbtupfer in Orange sind ebenfalls an den Seiten angebracht. Für das Spiel gegen England bei der Weltmeisterschaft 2019 trug das Team, nach den Regeln des ICC, ein alternatives Trikot mit Orange auf dem Rücken und den Schultern sowie Dunkelblau auf der Vorderseite. Dies war das erste Mal, dass Indien in einer anderen Hauptfarbe als Blau spielte. Das Spiel gegen England fand in einem besonderen Rahmen statt, #OneDay4Children, das vom ICC zwischen den beiden bestplatzierten ODI-Mannschaften 2019 organisiert wurde. Dies war bisher auch das einzige Mal, dass Indien in den alternativen Trikots spielte.
Nachdem Nationalmannschaften dazu übergegangen waren, für T20I- und ODI-Spiele verschiedene Trikots zu tragen, entwarf Nike 2016 das erste T20I-Trikot mit einer ähnlichen Schattierung und einem modernistischen Design für die indische Mannschaft. Einander abwechselnde dünne Streifen in Orange und Grün waren jeweils auf der rechten Oberseite und linken Unterseite des Trikots. 2017 stellte Nike ein neues ODI-Trikot mit einer helleren Blauschattierung für den Oberkörper und ein dunkleres Blau für die Ärmel vor. Der dreifarbige Akzent kehrte als ein einzelner dünner Streifen auf beiden Seiten der Brust zurück. Die Hüte sind wie die Trikots ähnlich gestaltet. Die breitrandigen Sonnenhüte sind für gewöhnlich weiß, während die Cricket-Helme dunkelblau sind.
Wie bei den First-Class-Trikots ist das Logo des BCCI auf der linken Brust, während das Logo des Trikotausrüsters (Adidas) auf der rechten Brust ist. Das Logo des offiziellen Sponsors (derzeit Dream11) ist in der Mitte des Trikots, meist über dem Schriftzug INDIA, und auch auf dem Wurfarm des Spielers. Auf den T20I-Trikots erscheint das Logo des Sponsors zusätzlich über der Spielernummer auf dem Rücken. Bei ICC-Turnieren erscheint das Turnierlogo auf der rechten Brust und das Sponsorlogo darf nur auf dem Ärmel des Wurfarms erscheinen. Das Logo des Trikotausrüsters erscheint in dem Fall auf dem anderen Ärmel des Spielers. Der Name des Spielers und seine Nummer sind auf dem Rücken angebracht.

## Stadien
Indien verfügt über kein offizielles Heimstadion für seine Nationalmannschaft, sondern bestreitet seine Heimspiele in verschiedenen Stadien Indiens.
Indien verfügt über mehrere in der Cricket-Welt bekannte Stadien. Die meisten dieser Stadien fallen unter die Aufsicht des Verbandes des jeweiligen Bundesstaates bzw. Unionsterritoriums und werden demnach nicht vom Zentralverband BCCI beaufsichtigt. Bombay Gymkhana war das erste indische Cricketstadion, in dem ein offizielles Cricket-Spiel einer indischen Mannschaft stattfand. Dabei spielten 877 die Parsen gegen eine europäische Auswahl. 1933 wurde in demselben Stadion der erste Test in Indien gespielt, dies blieb jedoch der einzige Test in diesem Stadion. Der zweite und dritte Test der Testserie 1933/34 fanden im Eden Gardens und Chepauk statt. Im Feroz Shah Kotla Ground in Delhi wurde 1948 der erste Test nach der Unabhängigkeit Indiens gespielt, der gegen die West Indies im Remis endete, und der erste von fünf der Testserie gegen die West Indies war. Seitdem absolvierte es Tests in 27 verschiedenen Stadien. In den letzten Jahren nahm die Anzahl indischer Stadien auf Weltniveau zu, darunter vielseitige Stadien in Ahmedabad, Chandigarh, Chennai, Dharamsala, Hyderabad, Indore, Mohali, Mumbai, Nagpur, Pune, Rajkot und Ranchi.
Seit der Eröffnung des Narendra Modi Stadium in Ahmedabad mit einer Kapazität von mehr als 132.000 Zuschauern im Jahr 2020 verfügt Indien über das größte Cricket-Stadion. Im Eden Gardens in Kalkutta wurden die meisten Tests gespielt, das Stadion verfügt auch über die dritthöchste Kapazität eines Stadions weltweit (nach dem Melbourne Cricket Ground mit 100.000 Sitzplätzen) mit mehr als 80.000 Sitzplätzen. Es geht auf das Jahr 1864 zurück und ist eines der geschichtsträchtigen Stadien Indiens, hier wurden bereits einige historische Spiele und solche mit umstrittenen Ausgang ausgespielt. Ein weiteres bekanntes Stadion ist der 1883 erbaute und in den letzten Jahren renovierte Feroz Shah Kotla Ground.
Das 1974 fertiggestellte Wankhede Stadium verfügt über eine Zuschauerkapazität von 33.000 und ist das beliebteste Stadion in Mumbai. Hier wurden bislang 24 Tests bestritten. Es ist der inoffizielle Nachfolger des Brabourne Stadiums, das ebenfalls in Mumbai liegt. Mumbai gilt aufgrund seiner Fans und Talente als Indiens „Cricket-Hauptstadt“, weshalb im Stadion regelmäßig wichtige Test Matches bestritten werden. Das M. A. Chidambaram Stadium in Chepauk gilt ebenfalls als wichtiges geschichtsträchtiges Stadion; es wurde im frühen 20. Jahrhundert erbaut und hier erzielte Indien seinen ersten Testsieg.
Die indische Mannschaft hat bisher auf heimischen Boden 27 Stadien für die Austragung von Testspielen verwendet:
| Nr. | Stadion                                          | Stadt         | Erstaustragung     |
| --- | ------------------------------------------------ | ------------- | ------------------ |
| 1   | Bombay Gymkhana Ground (Gymkhana Ground)         | Mumbai        | 15. Dezember 1933  |
| 2   | Ranji Stadium (Eden Gardens)                     | Kalkutta      | 5. Januar 1934     |
| 3   | M. A. Chidambaram Stadium (Chepauk)              | Chennai       | 10. Februar 1934   |
| 4   | Feroz Shah Kotla                                 | Delhi         | 10. November 1948  |
| 5   | Brabourne Stadium                                | Mumbai        | 9. Dezember 1948   |
| 6   | Green Park Stadium                               | Kanpur        | 12. Januar 1952    |
| 7   | University Ground                                | Lucknow       | 23. Oktober 1952   |
| 8   | Lal Bahadur Shastri Stadium (Fateh Maidan)       | Hyderabad     | 19. November 1955  |
| 9   | Jawaharlal Nehru Stadium                         | Chennai       | 6. Januar 1956     |
| 10  | Vidarbha Cricket Association Ground (VCA Ground) | Nagpur        | 3. Oktober 1969    |
| 11  | M. Chinnaswamy Stadium (Chinnaswamy Stadium)     | Bengaluru     | 22. November 1974  |
| 12  | Wankhede Stadium                                 | Mumbai        | 23. Januar 1975    |
| 13  | Gandhi Stadium                                   | Jalandhar     | 24. September 1983 |
| 14  | Narendra Modi Stadium (Motera)                   | Ahmedabad     | 12. November 1983  |
| 15  | Barabati Stadium                                 | Cuttack       | 4. Januar 1987     |
| 16  | Sawai Mansingh Stadium                           | Jaipur        | 21. Februar 1987   |
| 17  | Sector 16 Stadium                                | Chandigarh    | 23. November 1990  |
| 18  | K. D. Singh Babu Stadium                         | Lucknow       | 18. Januar 1994    |
| 19  | Punjab Cricket Association Stadium               | Mohali        | 10. Dezember 1994  |
| 20  | Vidarbha Cricket Association Stadium             | Nagpur        | 6. November 2008   |
| 21  | Rajiv Gandhi International Cricket Stadium       | Hyderabad     | 12. November 2010  |
| 22  | Holkar Stadium                                   | Indore        | 8. Oktober 2016    |
| 23  | Saurashtra Cricket Association Stadium           | Rajkot        | 9. November 2016   |
| 24  | ACA-VDCA Cricket Stadium                         | Visakhapatnam | 17. November 2016  |
| 25  | Maharashtra Cricket Association Stadium          | Pune          | 23. Februar 2017   |
| 26  | JSCA International Stadium Complex               | Ranchi        | 16. März 2017      |
| 27  | Himachal Pradesh Cricket Association Stadium     | Dharamsala    | 25. März 2017      |

Darüber hinaus trug Afghanistan Heimtests in Indien aus:
| Nr. | Stadion                                                      | Stadt    | Erstaustragung    |
| --- | ------------------------------------------------------------ | -------- | ----------------- |
| 1   | Rajiv Gandhi International Cricket Stadium                   | Dehradun | 15. März 2019     |
| 2   | Bharat Ratna Shri Atal Bihari Vajpayee Ekana Cricket Stadium | Lucknow  | 27. November 2019 |

## Fankultur
Im Laufe der Jahre gründeten sich mehrere offizielle Fangruppen, einschließlich der Swami Army oder Bharat Army, das indische Äquivalent zur englischen Barmy Army, die bei der indischen Australientour 2003/04 äußerst aktiv war. Sie sind bekannt für eine Reihe populärer indischer Lieder, die der Nationalmannschaft gewidmet sind.

## Rivalität mit Pakistan

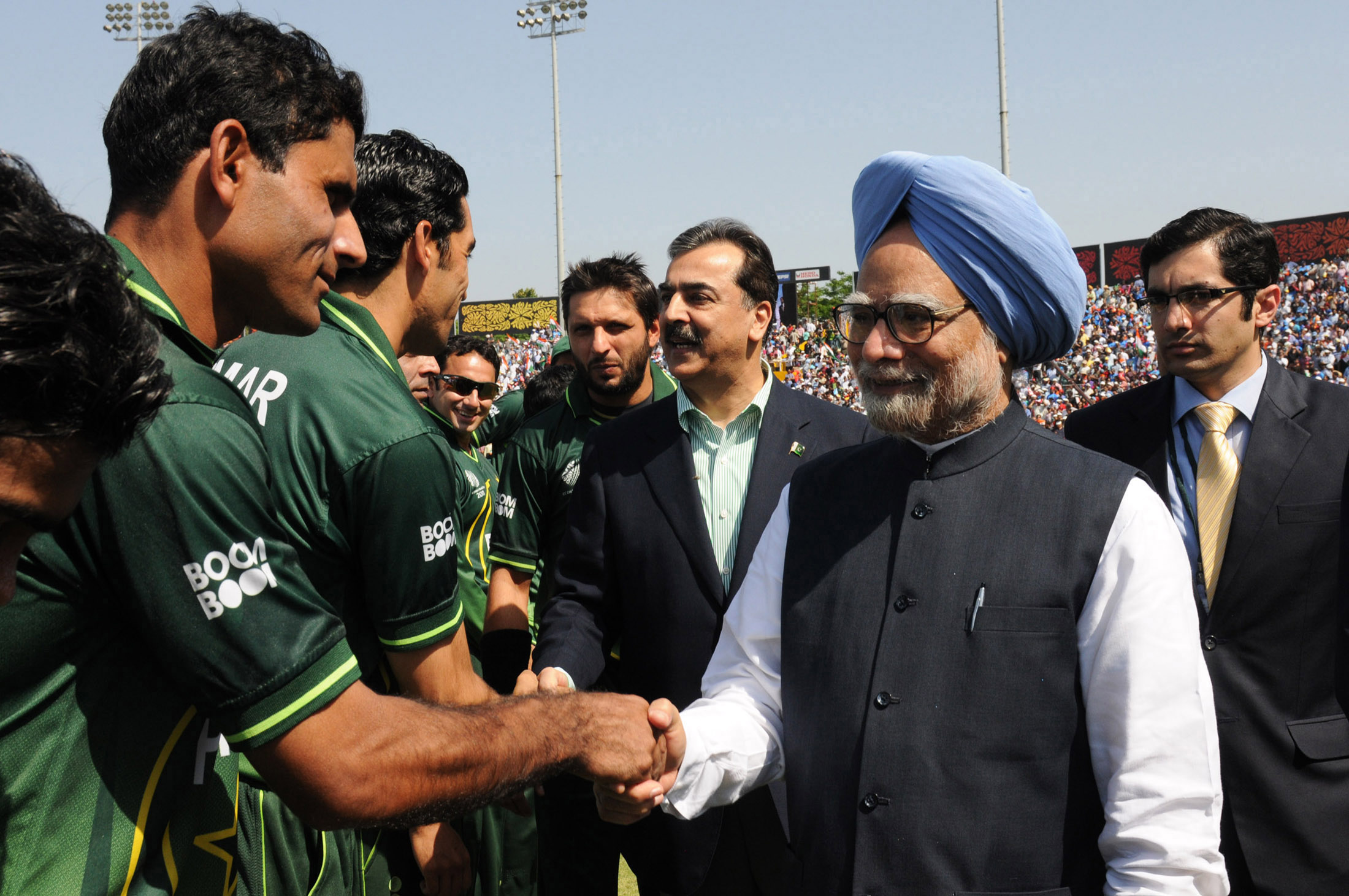
Die Premierminister Indiens, Manmohan Singh, und Pakistans, Yousaf Raza Gilani, begrüßen die Nationalmannschaften Indiens und Pakistans vor dem Halbfinale beim Cricket World Cup 2011 in Mohali, Indien

Insbesondere Begegnungen mit Pakistan genießen aufgrund der Teilung Indiens und den darauf folgenden Indisch-Pakistanischen Kriegen große Aufmerksamkeit unter den Anhängern beider Nationalmannschaften. Je nach Lage der diplomatischen Beziehungen zwischen beiden Ländern sind Cricket-Spiele zwischen den beiden Nationalmannschaften regelmäßig emotional aufgeladen. Sie generieren oft ein überdurchschnittliches Zuschauerinteresse bei den Fans beider Seiten und auch unter neutralen Beobachtern. Im Besonderen gilt dies für One-Day International Matches im Rahmen des Cricket World Cups, bei denen es zu ausverkauften Stadien und einer sehr aufgeladenen Stimmung kommt, unabhängig davon, wo der World Cup stattfindet. Fernsehübertragungen der Begegnungen beider Mannschaften während Cricket World Cups werden von bis zu einer Milliarde Menschen verfolgt und gehören zu den meistgesehenen Fernsehereignissen weltweit. Während diesen Länderspielen kommt es auch zu Treffen zwischen den jeweiligen Präsidenten und Ministerpräsidenten der beiden Länder, die mithilfe des großen gemeinsamen Interesses für den Sport eine Annäherung der beiden Länder zu erreichen versuchen, wofür sich der Begriff „Cricket-Diplomatie“ etabliert hat. Ein Beispiel hierfür ist die Begegnung der beiden Premierminister Yousaf Raza Gilani (Pakistan) und Manmohan Singh (Indien) beim Halbfinale des Cricket World Cup 2011 in Mohali, Indien. Nach dem Spiel besprachen beide Regierungschefs mehrere strittige Punkte, darunter die gemeinsame Untersuchung der Anschläge in Mumbai 2008.
2004 erhielten die indische und pakistanische Cricket-Nationalmannschaften den Laureus Awards in der Kategorie „Sport for Good Award“ weil sie Cricket zur Verbesserung der diplomatischen Beziehungen zwischen beiden Ländern nutzten.

## Internationale Touren
Wie es seit dem Beginn des internationalen Crickets üblich ist, unternimmt die indische Cricket-Nationalmannschaft zum Teil monatelange Touren ins Ausland, um gegen andere Nationalteams sowie gegen Regionalauswahlen und Cricketclubs anzutreten. Ebenso empfängt man daheim durch Indien tourenden Nationalteams. Im heimischen Sommer ist man entweder Gastgeber oder tourt durch andere Cricketnationen der Nordhemisphäre und im heimischen Winter tourt man durch die Cricketnationen der Südhemisphäre. Dabei spielte Indien im Test Cricket von 1951/52 bis 2023/24 gegen England in Indien um die Anthony de Mello Trophy und von 2007 bis 2021 gegen England in England um die Pataudi Trophy sowie seit 1996/96 gegen Australien um die Border-Gavaskar Trophy, seit 2015/16 gegen Südafrika um die Freedom Trophy und seit 2017 gegen Bangladesch um die Ganguly-Durjoy Trophy. Sowohl die Anthony de Mello Trophy als auch die Pataudi Trophy wurden 2025 durch die Anderson-Tendulkar Trophy ersetzt.

## Spieler

### Bekannte Spieler

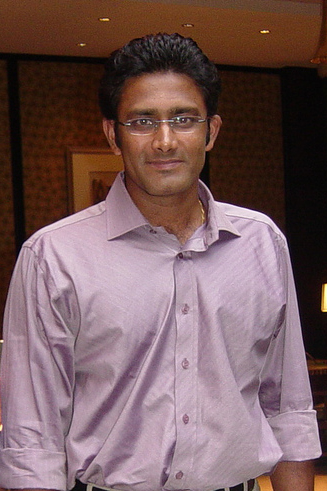
Anil Kumble (2006)

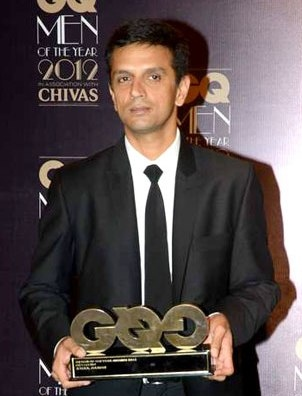
Rahul Dravid (2012)

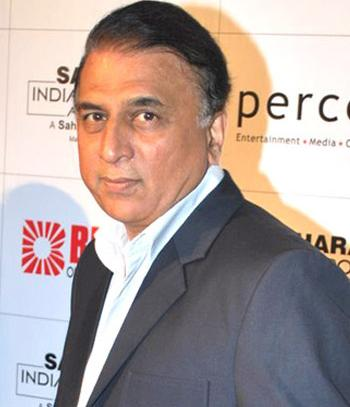
Sunil Gavaskar (2012)

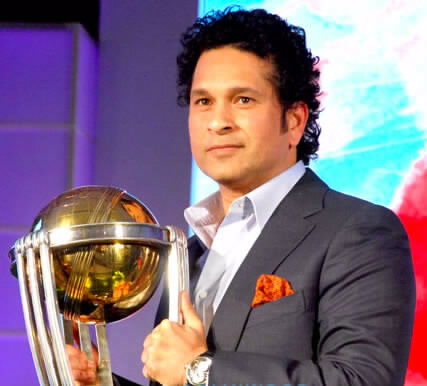
Sachin Tendulkar (2015)

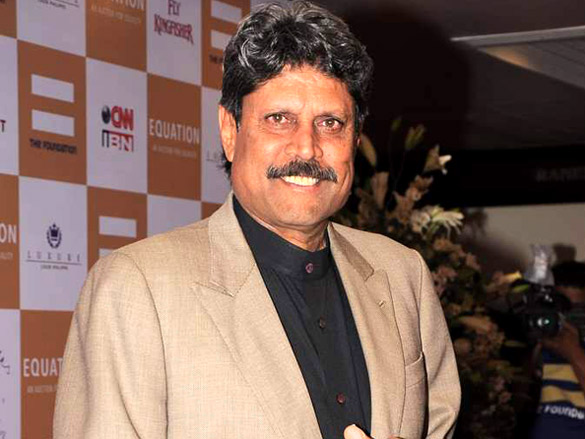
Kapil Dev

Neun ehemalige indische Spieler wurden aufgrund ihrer herausragenden Leistungen in die ICC Cricket Hall of Fame aufgenommen:
| Spieler              | Position             | Aufnahme |
| -------------------- | -------------------- | -------- |
| Bishan Singh Bedi    | Bowler               | 2009     |
| Kapil Dev            | All-rounder          | 2009     |
| Mahendra Singh Dhoni | Wicket-Keeper-Batter | 2025     |
| Rahul Dravid         | Batter               | 2018     |
| Sunil Gavaskar       | Opening Batter       | 2009     |
| Anil Kumble          | Bowler               | 2015     |
| Vinoo Mankad         | All-rounder          | 2021     |
| Virender Sehwag      | Batter               | 2023     |
| Sachin Tendulkar     | Batter               | 2019     |

### Spielerstatistiken
Insgesamt haben für Indien 318 Spieler Tests, 257 Spieler ODIs und 119 Spieler T20Is gespielt. Im Folgenden sind die Spieler aufgeführt, die für die indische Mannschaft die meisten Runs und Wickets erzielt haben.

#### Runs
| Test                  | Test                  | Test                  | Test                  | ODI                   | ODI                   | ODI                   | ODI                   | T20I                  | T20I                  | T20I                  | T20I                  |
| Spieler               | Zeitraum              | Tests                 | Runs                  | Spieler               | Zeitraum              | ODIs                  | Runs                  | Spieler               | Zeitraum              | T20Is                 | Runs                  |
| --------------------- | --------------------- | --------------------- | --------------------- | --------------------- | --------------------- | --------------------- | --------------------- | --------------------- | --------------------- | --------------------- | --------------------- |
| Sachin Tendulkar      | 1989–2013             | 200                   | 15.921                | Sachin Tendulkar      | 1989–2012             | 463                   | 18.426                | Rohit Sharma          | 2007–2024             | 159                   | 4.231                 |
| Rahul Dravid          | 1996–2012             | 163                   | 13.265                | Virat Kohli           | 2008–heute            | 302                   | 14.181                | Virat Kohli           | 2010–2024             | 125                   | 4.188                 |
| Sunil Gavaskar        | 1971–1987             | 125                   | 10.122                | Sourav Ganguly        | 1992–2007             | 308                   | 11.221                | Suryakumar Yadav      | 2021–heute            | 083                   | 2.598                 |
| Virat Kohli           | 2011–2025             | 123                   | 09.230                | Rohit Sharma          | 2007–heute            | 273                   | 11.168                | KL Rahul              | 2016–2022             | 072                   | 2.265                 |
| VVS Laxman            | 1996–2012             | 134                   | 08.781                | Rahul Dravid          | 1996–2011             | 340                   | 10.768                | Hardik Pandya         | 2016–heute            | 114                   | 1.812                 |
| Stand: 8. August 2025 | Stand: 8. August 2025 | Stand: 8. August 2025 | Stand: 8. August 2025 | Stand: 8. August 2025 | Stand: 8. August 2025 | Stand: 8. August 2025 | Stand: 8. August 2025 | Stand: 8. August 2025 | Stand: 8. August 2025 | Stand: 8. August 2025 | Stand: 8. August 2025 |

#### Wickets
| Test                  | Test                  | Test                  | Test                  | ODI                   | ODI                   | ODI                   | ODI                   | T20I                  | T20I                  | T20I                  | T20I                  |
| Spieler               | Zeitraum              | Tests                 | Wickets               | Spieler               | Zeitraum              | ODIs                  | Wickets               | Spieler               | Zeitraum              | T20Is                 | Wickets               |
| --------------------- | --------------------- | --------------------- | --------------------- | --------------------- | --------------------- | --------------------- | --------------------- | --------------------- | --------------------- | --------------------- | --------------------- |
| Anil Kumble           | 1990–2008             | 132                   | 619                   | Anil Kumble           | 1990–2007             | 269                   | 334                   | Arshdeep Singh        | 2022–heute            | 063                   | 99                    |
| Ravichandran Ashwin   | 2011–2024             | 106                   | 537                   | Javagal Srinath       | 1991–2003             | 229                   | 315                   | Yuzvendra Chahal      | 2016–2023             | 080                   | 96                    |
| Kapil Dev             | 1978–1994             | 131                   | 434                   | Ajit Agarkar          | 1998–2007             | 191                   | 288                   | Hardik Pandya         | 2016–heute            | 114                   | 94                    |
| Harbhajan Singh       | 1998–2015             | 103                   | 417                   | Zaheer Khan           | 2000–2012             | 194                   | 269                   | Bhuvneshwar Kumar     | 2012–2022             | 087                   | 90                    |
| Ravindra Jadeja       | 2012–heute            | 085                   | 330                   | Harbhajan Singh       | 1998–2015             | 234                   | 265                   | Jasprit Bumrah        | 2016–heute            | 070                   | 89                    |
| Stand: 8. August 2025 | Stand: 8. August 2025 | Stand: 8. August 2025 | Stand: 8. August 2025 | Stand: 8. August 2025 | Stand: 8. August 2025 | Stand: 8. August 2025 | Stand: 8. August 2025 | Stand: 8. August 2025 | Stand: 8. August 2025 | Stand: 8. August 2025 | Stand: 8. August 2025 |

### Mannschaftskapitäne
Bisher haben insgesamt 37 Spieler als Kapitän für Indien bei einem Testmatch fungiert, 27 für ein ODI und 14 für ein T20I.
| Test | Test                       | Test       | ODI                               | ODI        | T20I                 | T20I       |
| Nr.  | Name                       | Zeitraum   | Name                              | Zeitraum   | Name                 | Zeitraum   |
| ---- | -------------------------- | ---------- | --------------------------------- | ---------- | -------------------- | ---------- |
| 1    | CK Nayudu                  | 1932–1934  | Ajit Wadekar                      | 1974       | Virender Sehwag      | 2006       |
| 2    | Vijayananda Gajapathi Raju | 1936       | Srinivasaraghavan Venkataraghavan | 1975–1979  | Mahendra Singh Dhoni | 2007–2016  |
| 3    | Iftikhar Ali Khan Pataudi  | 1946       | Bishen Singh Bedi                 | 1976–1978  | Suresh Raina         | 2010–2011  |
| 4    | Lala Amarnath              | 1947–1952  | Sunil Gavaskar                    | 1980–1985  | Ajinkya Rahane       | 2015       |
| 5    | Vijay Hazare               | 1951–1953  | Gundappa Viswanath                | 1981       | Virat Kohli          | 2017–2021  |
| 6    | Vinoo Mankad               | 1955–1959  | Kapil Dev                         | 1982–1987  | Rohit Sharma         | 2017–2024  |
| 7    | Ghulam Ahmed               | 1955–1959  | Syed Kirmani                      | 1983       | Shikhar Dhawan       | 2021       |
| 8    | Polly Umrigar              | 1955–1958  | Mohinder Amarnath                 | 1984       | Rishabh Pant         | 2022       |
| 9    | Hemu Adhikari              | 1959       | Ravi Shastri                      | 1987–1991  | Hardik Pandya        | 2022–2023  |
| 10   | Datta Gaekwad              | 1959       | Dilip Vengsarkar                  | 1987–1989  | KL Rahul             | 2022       |
| 11   | Pankaj Roy                 | 1959       | Krishnamachari Srikkanth          | 1989       | Jasprit Bumrah       | 2023       |
| 12   | Gulabrai Ramchand          | 1959–1960  | Mohammad Azharuddin               | 1990–1999  | Ruturaj Gaikwad      | 2023       |
| 13   | Nari Contractor            | 1960–1962  | Sachin Tendulkar                  | 1996–2000  | Suryakumar Yadav     | 2023–heute |
| 14   | Mansur Ali Khan Pataudi    | 1962–1975  | Ajay Jadeja                       | 1998–1999  | Shubman Gill         | 2024       |
| 15   | Chandu Borde               | 1967       | Sourav Ganguly                    | 1999–2005  |                      |            |
| 16   | Ajit Wadekar               | 1971–1974  | Rahul Dravid                      | 2000–2007  |                      |            |
| 17   | Srinivas Venkataraghavan   | 1974–1979  | Anil Kumble                       | 2002       |                      |            |
| 18   | Sunil Gavaskar             | 1976–1985  | Virender Sehwag                   | 2003–2012  |                      |            |
| 19   | Bishan Singh Bedi          | 1976–1978  | Mahendra Singh Dhoni              | 2007–2018  |                      |            |
| 20   | Gundappa Viswanath         | 1980       | Suresh Raina                      | 2010–2014  |                      |            |
| 21   | Kapil Dev                  | 1983–1987  | Gautam Gambhir                    | 2010–2011  |                      |            |
| 22   | Dilip Vengsarkar           | 1987–1989  | Virat Kohli                       | 2013–2021  |                      |            |
| 23   | Ravi Shastri               | 1988       | Ajinkya Rahane                    | 2015       |                      |            |
| 24   | Krishnamachari Srikkanth   | 1989       | Rohit Sharma                      | 2017–heute |                      |            |
| 25   | Mohammad Azharuddin        | 1990–1999  | Shikhar Dhawan                    | 2021–2022  |                      |            |
| 26   | Sachin Tendulkar           | 1996–2000  | KL Rahul                          | 2022–2023  |                      |            |
| 27   | Sourav Ganguly             | 2000–2005  | Hardik Pandya                     | 2023       |                      |            |
| 28   | Rahul Dravid               | 2003–2007  |                                   |            |                      |            |
| 29   | Virender Sehwag            | 2005–2012  |                                   |            |                      |            |
| 30   | Anil Kumble                | 2007–2008  |                                   |            |                      |            |
| 31   | Mahendra Singh Dhoni       | 2008–2014  |                                   |            |                      |            |
| 32   | Virat Kohli                | 2014–2022  |                                   |            |                      |            |
| 33   | Ajinkya Rahane             | 2017–2021  |                                   |            |                      |            |
| 34   | KL Rahul                   | 2022       |                                   |            |                      |            |
| 35   | Rohit Sharma               | 2022–2024  |                                   |            |                      |            |
| 36   | Jasprit Bumrah             | 2022–2025  |                                   |            |                      |            |
| 37   | Shubman Gill               | 2025–heute |                                   |            |                      |            |

## Bilanz
Die Mannschaft hat die folgenden Bilanzen gegen die anderen Vollmitglieder des ICC im Test-, ODI- und T20I-Cricket (Stand: 8. August 2025).
| Gegner      | Tests | Tests | Tests | Tests | Tests | ODIs | ODIs | ODIs | ODIs | ODIs | T20Is | T20Is | T20Is | T20Is | T20Is |
| Gegner      | Sp.   | S     | U     | N     | R     | Sp.  | S    | U    | N    | NR   | Sp.   | S     | U     | N     | NR    |
| ----------- | ----- | ----- | ----- | ----- | ----- | ---- | ---- | ---- | ---- | ---- | ----- | ----- | ----- | ----- | ----- |
| Afghanistan | 1     | 1     | 0     | 0     | 0     | 4    | 3    | 1    | 0    | 0    | 9     | 7     | 1     | 0     | 1     |
| Australien  | 112   | 33    | 1     | 48    | 30    | 152  | 58   | 0    | 84   | 10   | 32    | 20    | 0     | 11    | 1     |
| Bangladesch | 15    | 13    | 0     | 0     | 2     | 42   | 33   | 0    | 8    | 1    | 17    | 16    | 0     | 1     | 0     |
| England     | 141   | 37    | 0     | 53    | 51    | 110  | 61   | 2    | 44   | 3    | 29    | 17    | 0     | 12    | 0     |
| Irland      | 0     | 0     | 0     | 0     | 0     | 3    | 3    | 0    | 0    | 0    | 8     | 8     | 0     | 0     | 0     |
| Neuseeland  | 65    | 22    | 0     | 16    | 27    | 120  | 62   | 1    | 50   | 7    | 25    | 12    | 3     | 10    | 0     |
| Pakistan    | 59    | 9     | 0     | 12    | 38    | 136  | 58   | 0    | 73   | 5    | 13    | 9     | 1     | 3     | 0     |
| Simbabwe    | 11    | 7     | 0     | 2     | 2     | 66   | 54   | 2    | 10   | 0    | 13    | 10    | 0     | 3     | 0     |
| Sri Lanka   | 46    | 22    | 0     | 7     | 17    | 171  | 99   | 2    | 59   | 11   | 32    | 21    | 1     | 9     | 1     |
| Südafrika   | 44    | 16    | 0     | 18    | 10    | 94   | 40   | 0    | 51   | 3    | 31    | 18    | 0     | 12    | 1     |
| West Indies | 100   | 23    | 0     | 30    | 47    | 142  | 72   | 2    | 64   | 4    | 30    | 19    | 0     | 10    | 1     |

## Internationale Turniere

### World Test Championship
- 2019–2021: 2. Platz
- 2021–2023: 2. Platz
- 2023–2025: 3. Platz
- 2025–2027: qualifiziert

### Cricket World Cup
- 1975: Vorrunde
- 1979: Vorrunde
- 1983: Sieger
- 1987: 3. Platz
- 1992: Vorrunde
- 1996: 3. Platz
- 1999: Super 6
- 2003: 2. Platz
- 2007: Vorrunde
- 2011: Sieger
- 2015: Halbfinale
- 2019: Halbfinale
- 2023: 2. Platz
- 2027: noch ausstehend
- 2031: noch ausstehend

### Champions Trophy
- 1998: Halbfinale
- 2000: 2. Platz
- 2002: Sieger (geteilt)
- 2004: Vorrunde
- 2006: Vorrunde
- 2009: Vorrunde
- 2013: Sieger
- 2017: 2. Platz
- 2025: Sieger
- 2029: qualifiziert

### T20 World Cup
- 2007: Sieger
- 2009: Super 8
- 2010: Super 8
- 2012: Super 8
- 2014: 2. Platz
- 2016: Halbfinale
- 2021: Super 12
- 2022: Halbfinale
- 2024: Sieger
- 2026: qualifiziert
- 2028: noch ausstehend
- 2030: noch ausstehend

### Asia Cup
- 1984: Sieger
- 1986: nicht teilgenommen
- 1988: Sieger
- 1990: Sieger
- 1993: Turnier abgesagt
- 1995: Sieger
- 1997: nicht teilgenommen
- 2000: 3. Platz
- 2004: 2. Platz
- 2008: 2. Platz
- 2010: Sieger
- 2012: 3. Platz
- 2014: 3. Platz
- 2016: Sieger
- 2018: Sieger
- 2022: 3. Platz
- 2023: Sieger
- 2025: qualifiziert